# Fauvismus

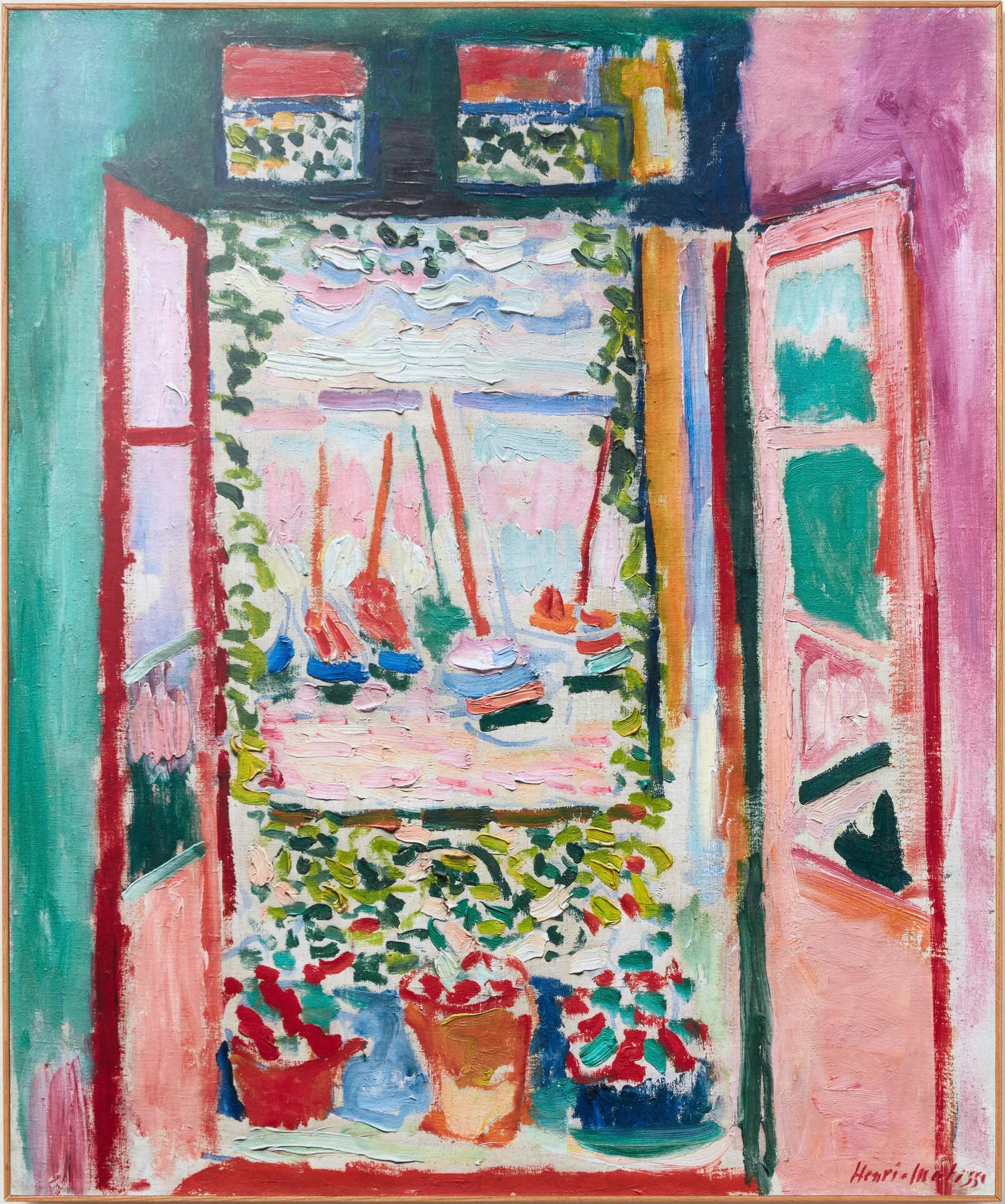
Henri Matisse: Fenêtre ouverte, Collioure, 1905

Fauvismus wird in der Kunstgeschichte einer Stilrichtung der Malerei zugeordnet. Sie entstand aus einer Bewegung innerhalb der französischen Avantgarde zu Anfang des 20. Jahrhunderts. Der Fauvismus bildet die erste Bewegung der klassischen Moderne.
Die Hauptvertreter der zunächst geschmähten Bewegung waren Henri Matisse, André Derain und Maurice de Vlaminck. Ihnen schlossen sich Raoul Dufy, Albert Marquet, Kees van Dongen, Othon Friesz und Georges Braque an. Von einigen Kunsthistorikern werden auch Henri Manguin, Charles Camoin, Jean Puy und Louis Valtat zu den Fauves gezählt, neueren Tendenzen zufolge ebenfalls Georges Rouault.
In den fauvistischen Bildern sollte die Farbgebung nicht mehr der illusionistischen Darstellung eines Gegenstandes dienen. Die malerische Aussage entstand aus dem Zusammenklang der Farbflächen. Typisch für die meisten Werke sind ihre leuchtenden Farben. Die Überlegungen zur Darstellung des Raumes sind jedoch ebenso wesentlicher Bestandteil der Bildkomposition.
Die Wurzeln des Fauvismus entstammen dem Impressionismus, Ziel war aber, der Flüchtigkeit impressionistischer Bilder entgegenzuarbeiten, um dem Werk mehr Dauer (frz. durée) zu verleihen. Eine eigene Theorie oder ein Manifest hatte der Fauvismus dabei nicht. Einer neueren Sichtweise zufolge habe der Fauvismus Gemeinsamkeiten mit dem Expressionismus.
1907 löste der Kubismus den Fauvismus ab und zog einige seiner Vertreter an. Es ist ein Erbe der Fauves, dass moderne Künstler die Farbe als individuelles Ausdrucksmittel sehen.

## Begriff

Deckblatt des Katalogs des Salon d’Automne, Grand Palais, Paris, 1905

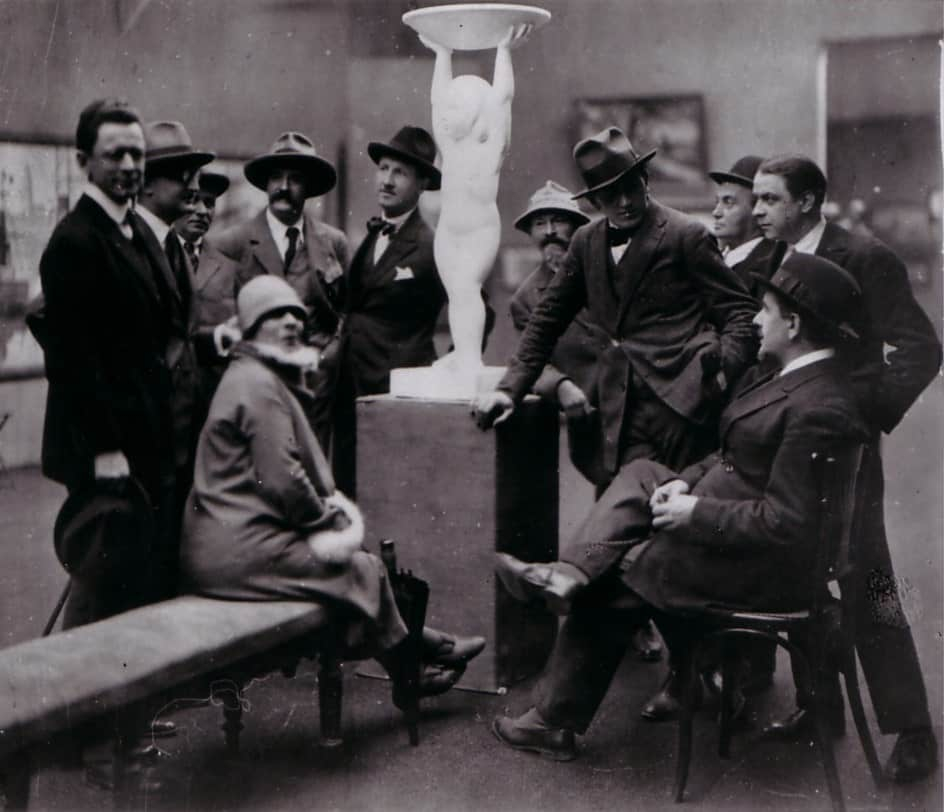
Saal VII des Salon d’Automne, Grand Palais, Paris, 1905. Jacqueline Marval sitzt links neben der Büste, rechts Jules Flandrin. Louis Valtat und Albert Marquet sind ebenfalls zu sehen.

Der Begriff „Fauvismus“ leitet sich her von dem französischen Wort fauves „wilde Bestien“. Als eine kleine Gruppe von Malern 1905 im Saal VII des Salon d’Automne ihre Bilder zeigte, sah der Kunstkritiker Louis Vauxcelles zwischen den Malereien eine weibliche Büste in florentinischer Art stehen, geschaffen vom französischen Bildhauer Albert Marque. Er rief: „Tiens, Donatello au milieu des fauves.“ („Sieh da, Donatello umgeben von wilden Bestien.“) Neben Henri Matisse und André Derain zeigten Albert Marquet, Henri Manguin, Othon Friesz, Jean Puy, Louis Valtat, Maurice de Vlaminck, Charles Camoin und Kees van Dongen ihre Werke.
Die Formulierung wurde berühmt durch die Aufnahme in einen Artikel in Gil Blas vom 17. Oktober 1905, in dem Vauxcelles über das Gemälde La femme au chapeau (Frau mit Hut) von Matisse schrieb, sie erleide „das Schicksal einer christlichen Jungfrau, die im Zirkus den wilden Bestien (Fauves) vorgeworfen wird“. Im selben Artikel wiederholte er die im so bezeichneten Cage aux fauves – dem Käfig der wilden Bestien (Saal VII) – getroffene Äußerung: „Donatello chez les fauves.“
Der Artikel verband Maler miteinander, die nie daran gedacht hatten, als eine geschlossene Gruppe aufzutreten. Ihre Bilder hingen im Saal VII des Salon d′Automne, weil die Verantwortlichen, Armand Dayot und Léonce Benedite, es so entschieden hatten. Die erste Ausstellung der von nun an Fauves genannten Maler fand vom 21. Oktober bis zum 20. November 1905 in einer kleinen Galerie in der Rue Victor-Massé 25 statt, die von Berthe Weill geführt wurde. Die ausstellenden Maler waren Camoin, Derain, Dufy, Friesz, Manguin, Marquet, Matisse und Vlaminck.
Die Gruppe selbst lehnte die Namensgebung ab. Der Ausdruck wurde von den Malern für so wenig zutreffend gehalten, dass sie ihn vor 1907 nicht gebrauchten. Sie hatten nicht das Bedürfnis, sich einen Namen geben zu müssen.
Die Bezeichnung Fauvismus – wie zuvor für den Impressionismus und später den Kubismus – war zufällig, kam von außen, war der Ausdruck einer Schockwirkung auf die Zeitgenossen. Das von Vauxcelles geprägte Wort belastete das Schicksal dieser neuen Malerei und verfälschte deren Verständnis. In dem Wort Fauve steckte unbewusst die zu dieser Zeit noch lebendige Ideologie, die den übermäßigen Farbenreichtum verurteilte und der Zeichnung für die Bildgestaltung den Vorrang gab. Die Farbe galt noch im Sinne Ingres’ als „tierischer Teil der Kunst“.
Fauvismus ist eine jener Stilbezeichnungen, die weder eine geistige Situation noch einen Stil der Malerei angemessen beschreiben. Bei Vlaminck oder van Dongen sind Züge des „wilden Tieres“ zu finden, insoweit man dies auf den Gegenstand oder die Technik bezieht, kaum jedoch bei Derain und Matisse.

## Charakterisierung
Drei Hauptgruppen, zu denen noch der niederländische Einzelgänger Kees van Dongen kommt, tragen zur Bildung des Begriffs Fauvismus bei:
- die Schüler Gustave Moreaus und der Académie Carrière: Henri Matisse, Albert Marquet, Charles Camoin, Henri Manguin und Jean Puy.
- die Gruppe aus Chatou: André Derain und Maurice de Vlaminck.
- das bekehrte Trio aus Le Havre von impressionistischer Herkunft: Othon Friesz, Raoul Dufy und Georges Braque.

Die Maler wollten mit der Vergangenheit, insbesondere dem Impressionismus und Realismus, brechen und nicht von einem Vorbild abhängig werden. Sie arbeiteten dem flüchtigen Eindruck impressionistischer Bilder entgegen, um dem Werk mehr Dauer (frz. durée) zu verleihen.
In dem Sujet Landschaftsmalerei wurden die grundlegenden Ziele entwickelt. In den Bildwerken sind Licht und Raumgestaltung durch die Farbe gleichwertig. Die räumlichen Erscheinungen werden als reine Fläche ohne Modellierung und Illusion des Helldunkels behandelt. An die Stelle der Raumillusion tritt ein durch Empfindungsvermögen und Phantasie gestalteter poetischer Raum. Dieser Raum drückt sich bildnerisch durch ein Zusammenspiel reiner, gleichmäßig gesättigter Farben aus. Die Fauves lehnten literarische Bezüge in der Malerei ab.
Der Ausdruck (frz.: expression) des Werkes liegt in der farbigen Oberfläche des Bildes, die der Betrachter als Ganzes erfasst. Die höchste Steigerung der Farbe genüge nicht, um den Fauvismus zu charakterisieren. „Das ist nur das Äußere“, so Matisse, „der Fauvismus ist dadurch entstanden, daß wir die nachahmenden Farben abgelehnt und mit den reinen weit stärkere Wirkungen […] erzielt haben, abgesehen von der Leuchtkraft der Farben.“ Für den Fauvismus typisch ist ebenso, dass die Maler die Übereinstimmung zwischen dem Ausdruck und dem inneren Gehalt des Bildes durch die ordnende Komposition anstrebten. Der Einfachheit der eingesetzten malerischen Mittel wurde hierbei eine deutliche Beachtung geschenkt.

## Historische Eingliederung

### Gesellschaft
Die Maler, die 1905 zwischen zwanzig und dreißig Jahre alt waren, wurden kurz nach der Niederlage Frankreichs von 1870 und den Ereignissen der Pariser Kommune geboren und stammten aus meist bescheidenen Familienverhältnissen. Frankreich wurde 1894 von der Dreyfus-Affäre erschüttert und gespalten, es wurde viel protestiert. Das Vertrauen in die Staatsgewalt, Justiz, Armee, Kirche und in das Wirtschaftssystem war für manche Kritiker erschüttert. So kamen antiklerikale, antimilitaristische, antikonformistische, sogar anarchistische Tendenzen zum Vorschein.

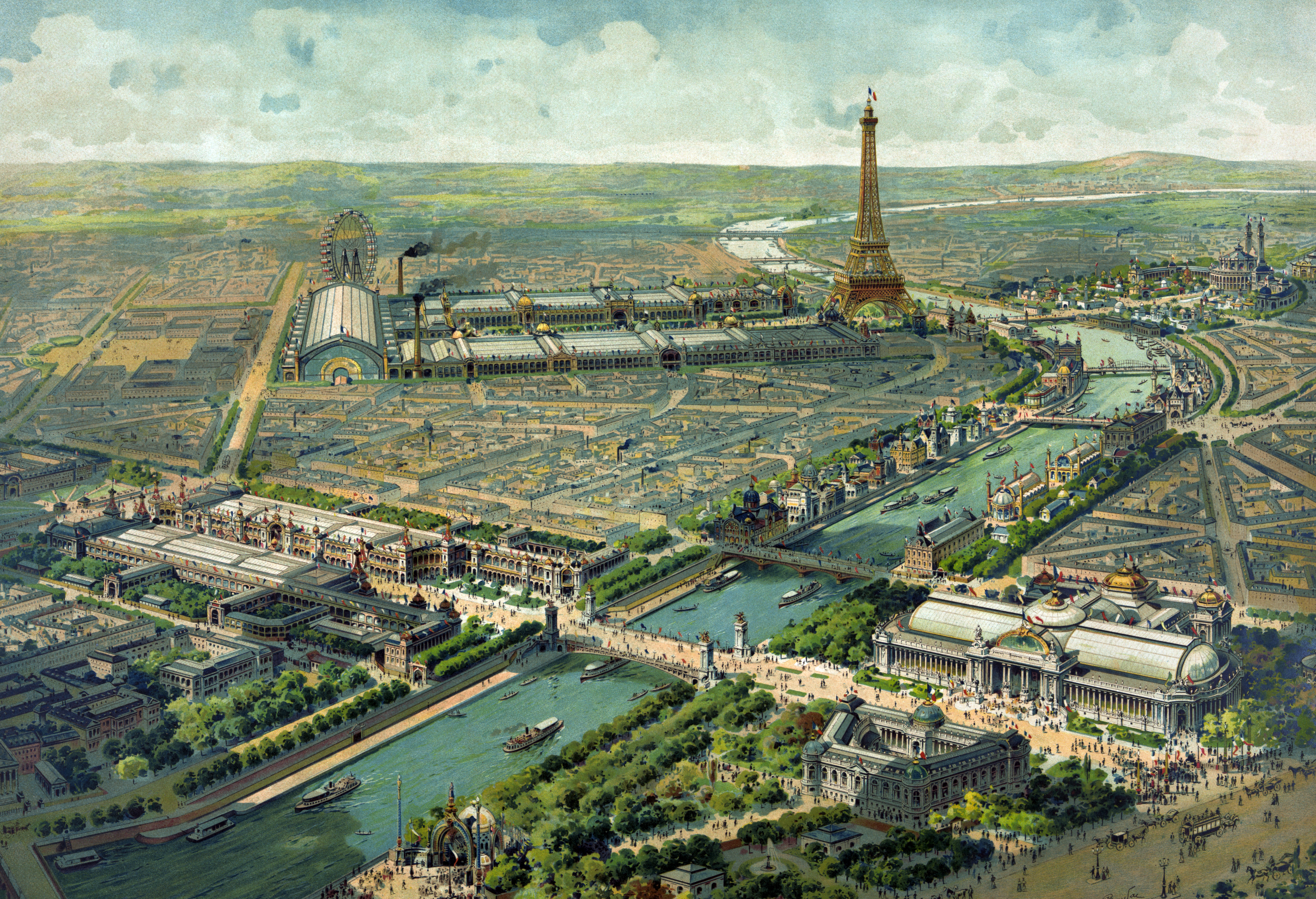
Die Weltausstellung im Jahre 1900 in Paris zählte die Rekordzahl von 50 Millionen Besuchern.

Der Anarchismus zwischen 1900 und 1905 war in Frankreich jedoch keine aktive, gewalttätige Bewegung mehr, es handelte sich vielmehr um einen Kaffeehaus-Anarchismus. Die Fauves hatten sich zwar in einem gewissen Sinn den Anarchisten angenähert – so führte der Kampf gegen die anerkannte bürgerliche Kunst auch zum Kampf gegen die etablierte Ordnung. Doch Derain äußerte bereits 1905 in einem Brief an Vlaminck: „Ich bin wieder auf einen Anarchisten gestoßen. Überall, wo ich hinkomme, habe ich einen Haufen Anarchisten um mich, die jeden Abend die Welt zerstören und sie morgens wieder zusammensetzen. Das geht mir auf die Nerven, vor allem die Idee, geglaubt zu haben, daß ich selber einer sei.“
Die Weltausstellung von 1900 in Paris machte die Kluft deutlich, die zwischen der europäischen Industriegesellschaft und den neu entdeckten Kulturen des Fernen Ostens, Afrikas und Ozeaniens lag. Auf diese Weise gelangten Kunstwerke weit entfernter Kulturen in die Hauptstadt Frankreichs, die bei den Fauves Beachtung fanden.

### Philosophie und Literatur
Der Geist der Fauves ist vergleichbar mit den Gedanken André Gides. Gide preist den Kult des Lebens, jenen Zustand der leidenschaftlichen Begeisterung, in dem sich das Individuum entfaltet, was er 1897 in Les nourritures terrestres zum Ausdruck bringt. Die literarische Haltung Gides, der aus Unmut über den Symbolismus die Kunst des Schreibens erneuern will, entsprach der Reaktion der Fauves. So wendeten sie sich gegen die Unproduktivität der offiziellen Kunst und die Auswüchse des sich im Anekdotischen verlierenden Symbolismus in der Malerei.
Im Januar und Februar 1900 erschienen in der Zeitschrift  Mercure de France Artikel von Jules de Gaultier, der die antirationalistische und individualistische Grundlage der Philosophie Nietzsches sowie die in Also sprach Zarathustra im Überfluss vorhandene lyrische Begeisterung hervorhob. Ein anderer Aspekt des Nietzsche’schen Denkens war die Verteidigung des Dionysischen gegen das Christentum. Diese Haltung machte aus Nietzsche den Propheten des Méditerranéisme, einen Philosophen der Mittelmeerländer, den die Fauves bevorzugten. Die Verherrlichung des Lebens, der freudige Individualismus Nietzsches zu jener Zeit wurde als eine Reaktion gegen den Pessimismus und die Auswüchse des Fin de siècle empfunden. Was etwa Jules de Gaultier über Also sprach Zarathustra sagt, könnte Teil eines Manifestes des Fauvismus sein: „Diese ist eine Lust, ein neuer Appetit, eine neue Gabe, Farben zu sehen, Klänge zu vernehmen und Gefühle zu empfinden, die bisher weder gesehen, noch vernommen oder empfunden wurden.“

### Malerei
Auf die jungen Maler des beginnenden 20. Jahrhunderts in Paris drangen sehr viele Einflüsse und Gegenströmungen ein. Die populäre Kunst jener Zeit war eine Mischung von akademischem „poetischem Realismus“ à la Bouguereau und Fin-de-siècle Erscheinungen wie der Art Nouveau. Der offizielle Akademiestil präsentierte die letzten Phasen des Neoklassizismus und Realismus. Den Gegensatz zu dieser populären Malerei bildete ein wichtiger Teil der französischen Malkultur, die bereits zur Tradition gewordene Avantgarde. Ihre beiden Hauptströmungen waren der Impressionismus und Neoimpressionismus (siehe hierzu Divisionismus), des Weiteren der Symbolismus, Cloisonismus, Synthetismus, die Künstlergruppe der Nabis und die Arbeiten van Goghs, Gauguins und Cézannes. Ihr gemeinsames Anliegen war, den durch den Impressionismus hervorgerufenen zerfließenden Bildeindruck zu festigen. Die Einheit der nicht-illusionistischen Bildfläche beherrschte das Wollen der Avantgarde.

Gemälde des ausgehenden 19. Jahrhunderts
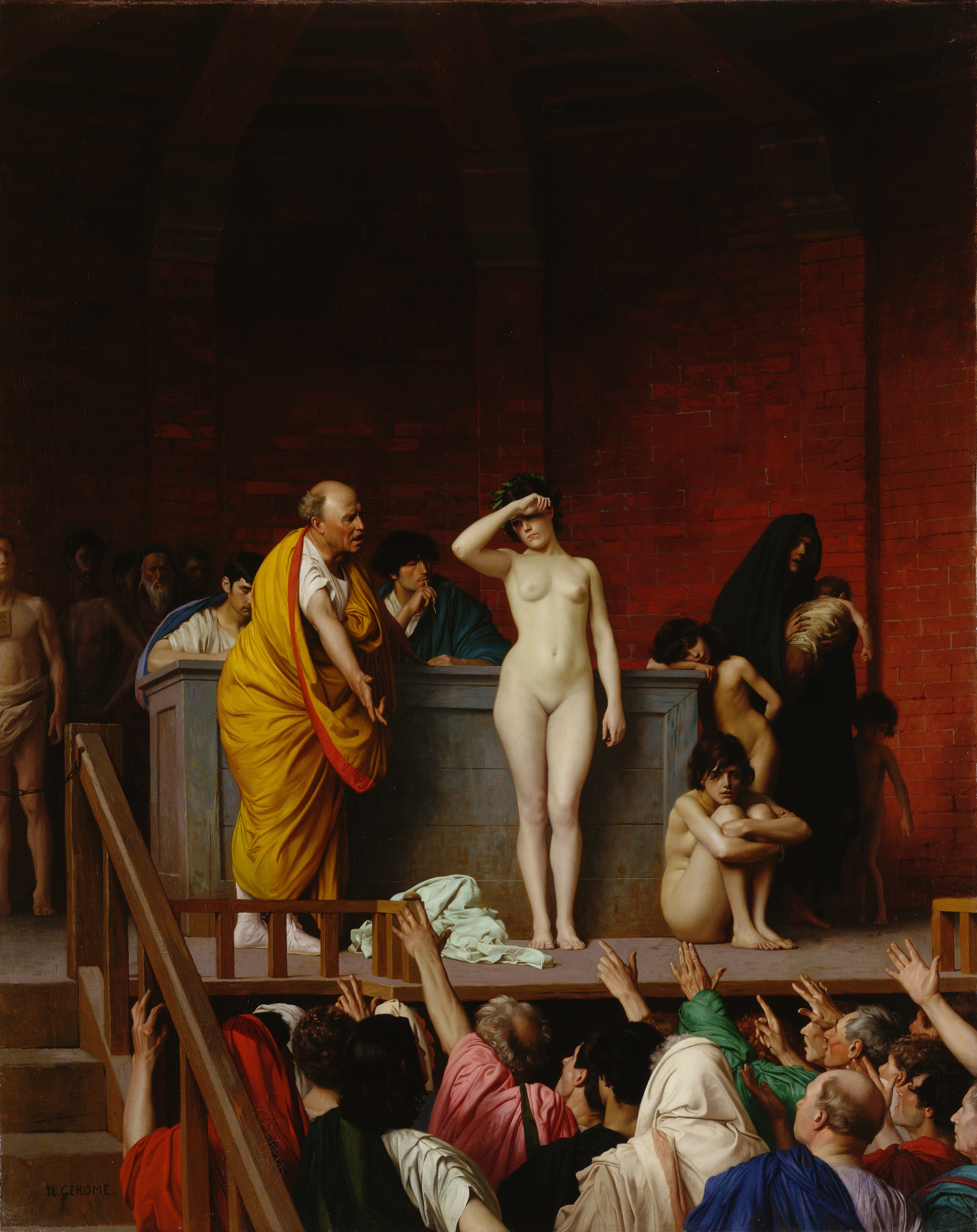
Realismus Jean-Léon Gérôme: Sklavenmarkt in Rom, etwa 1884
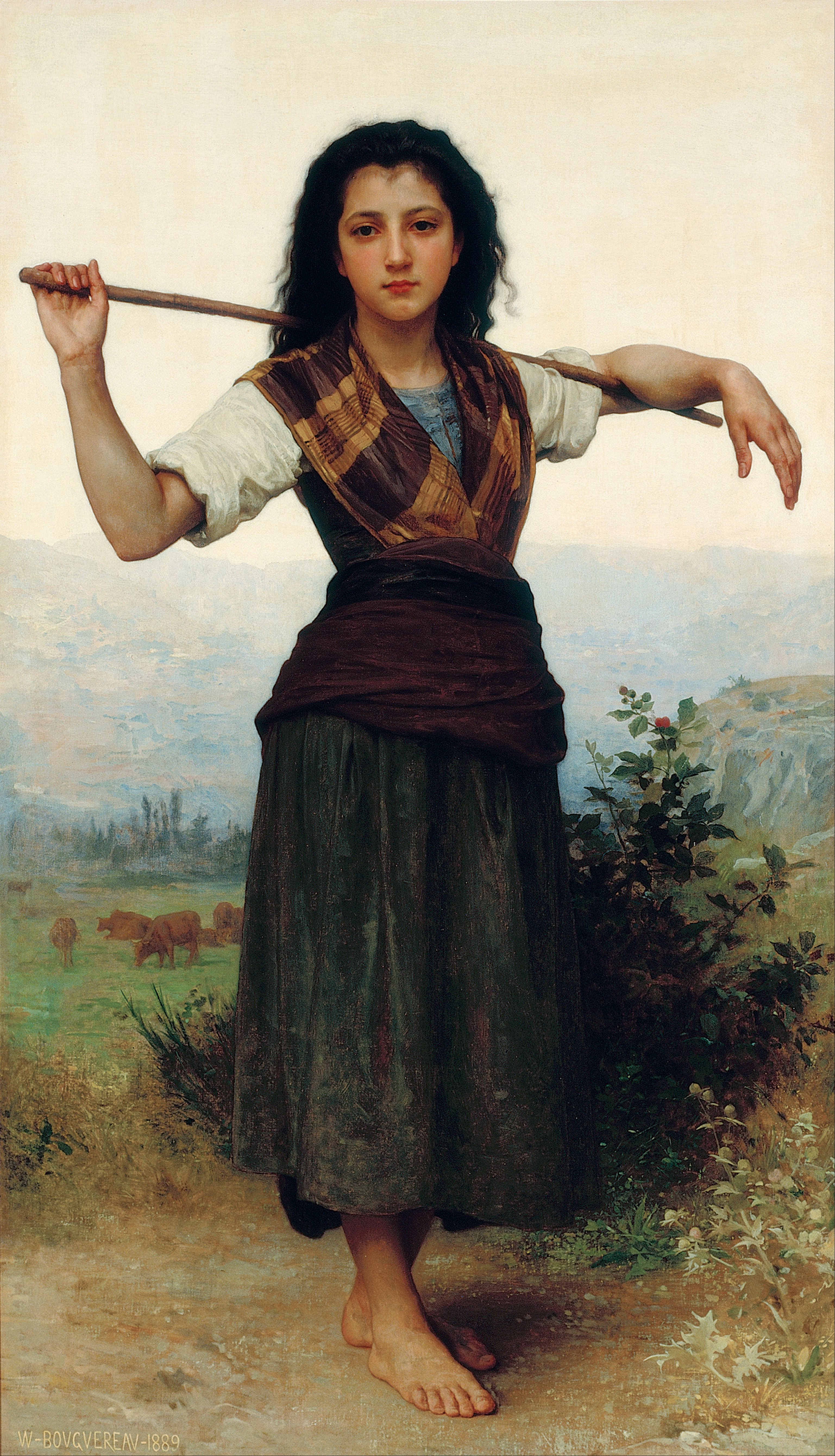
Realismus William Bouguereau: Pastourelle, 1889
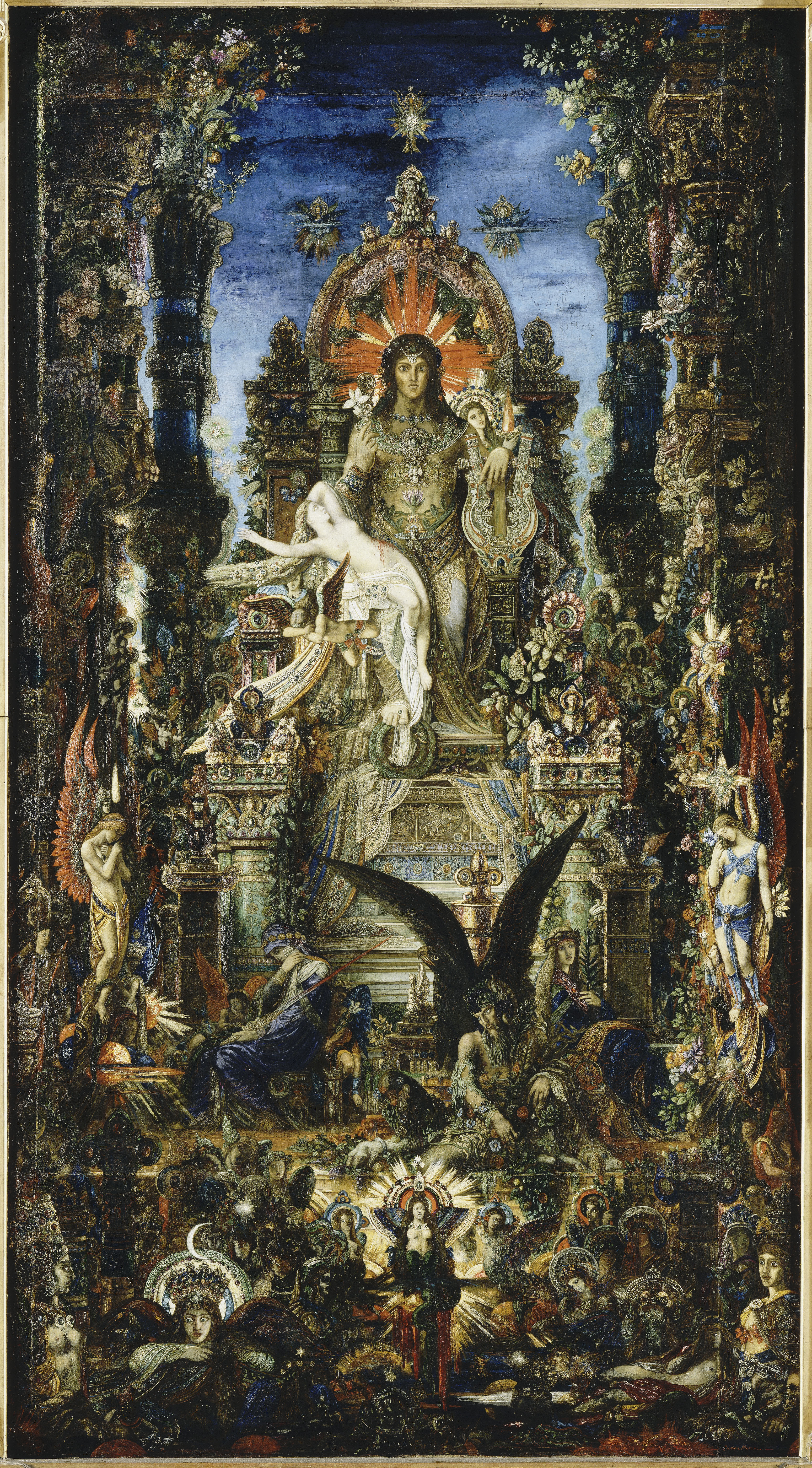
Symbolismus Gustave Moreau: Jupiter und Semele, 1894–1895
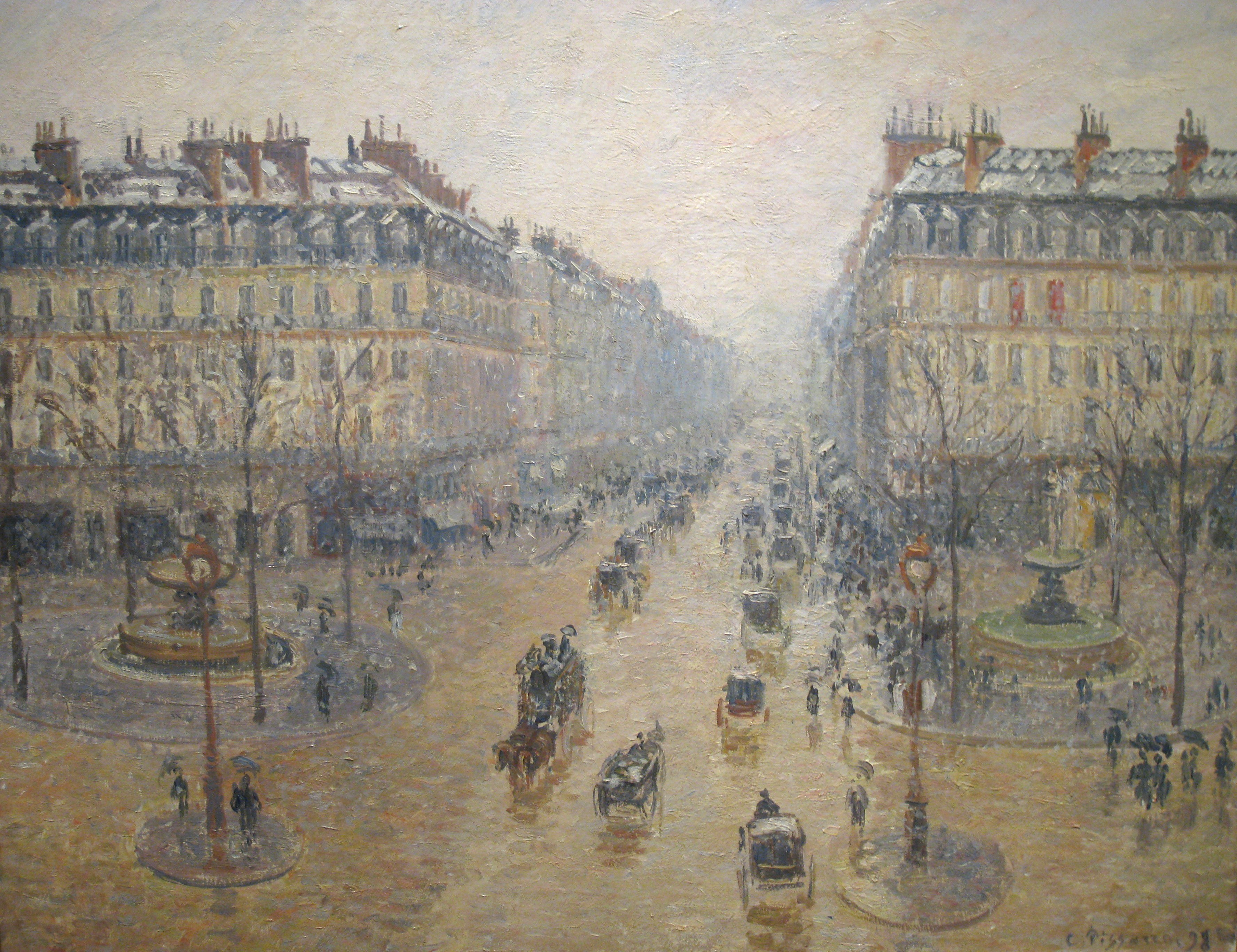
Impressionismus Camille Pissarro: Avenue de L’Opera, 1898
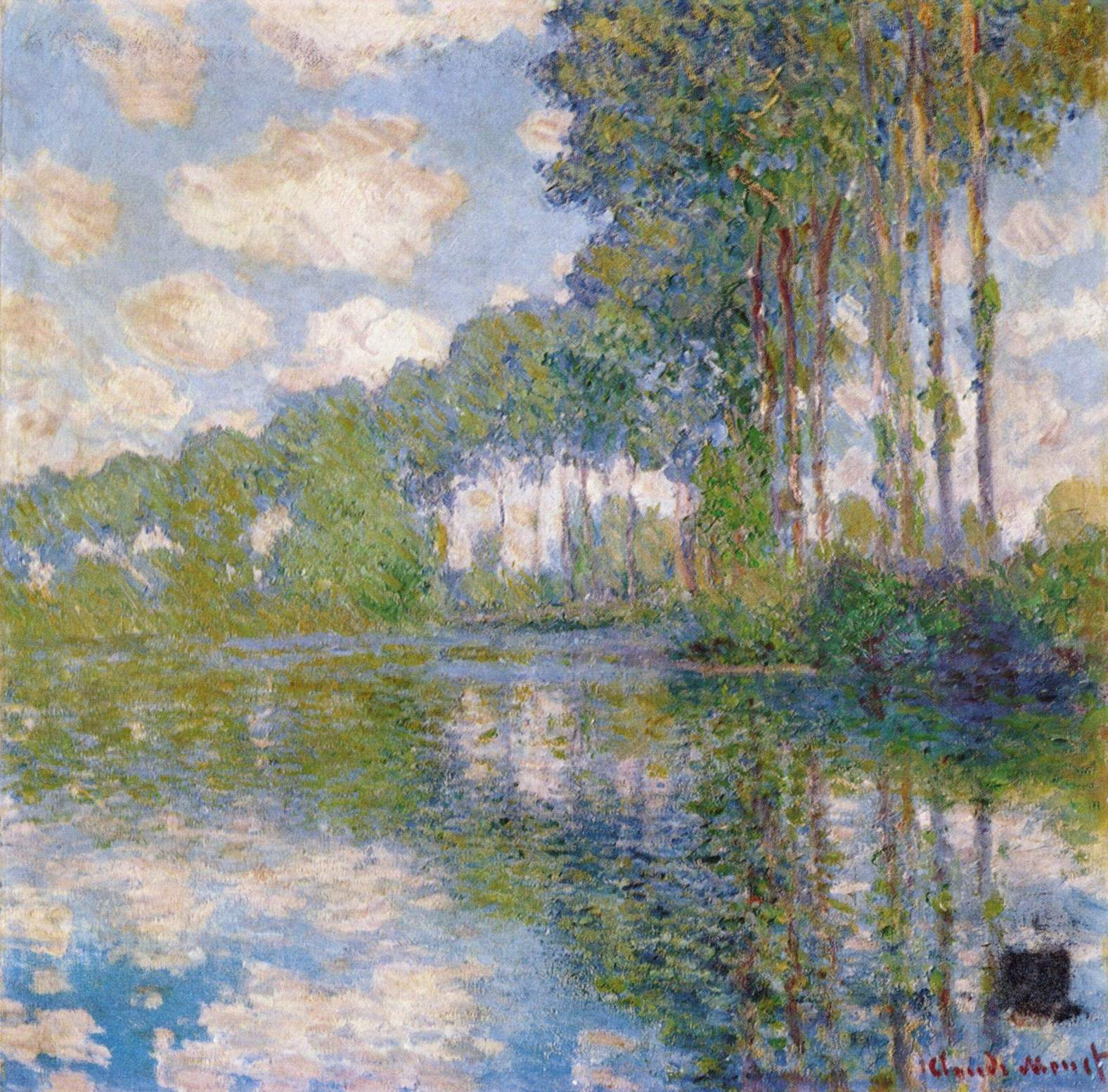
Impressionismus Claude Monet: Pappeln an der Epte, 1900
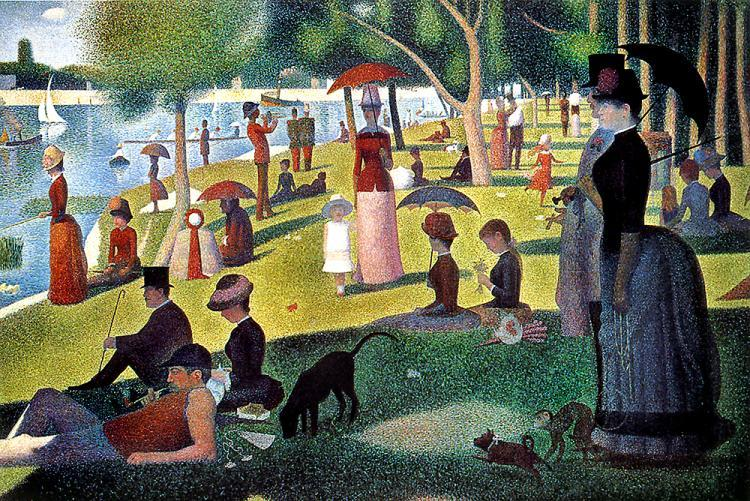
Neoimpressionismus Georges Seurat: Ein Sonntagnachmittag auf der Insel La Grande Jatte, 1884–1886
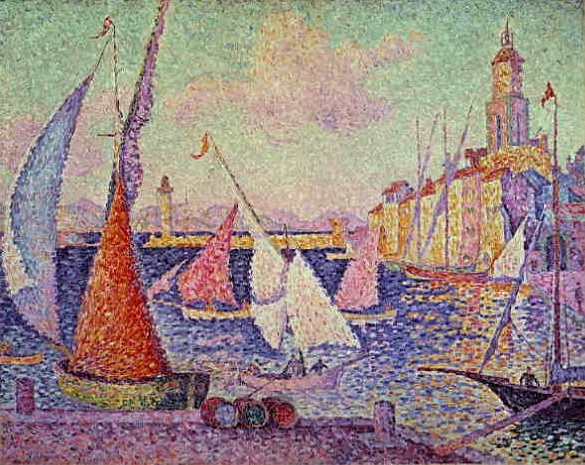
Neoimpressionismus Paul Signac: Hafen von Saint-Tropez, 1899
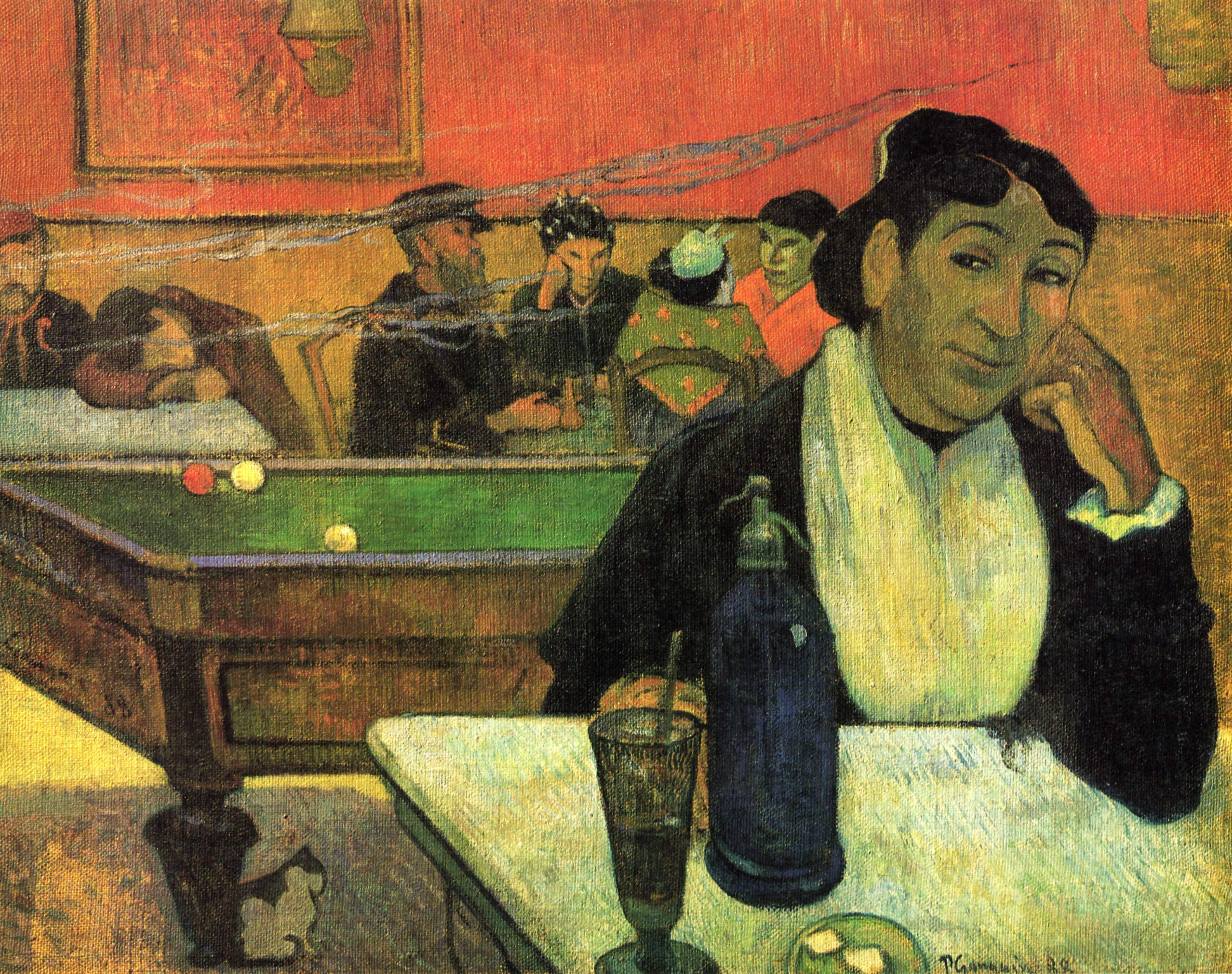
Post-Impressionismus Paul Gauguin: Im Café, 1888
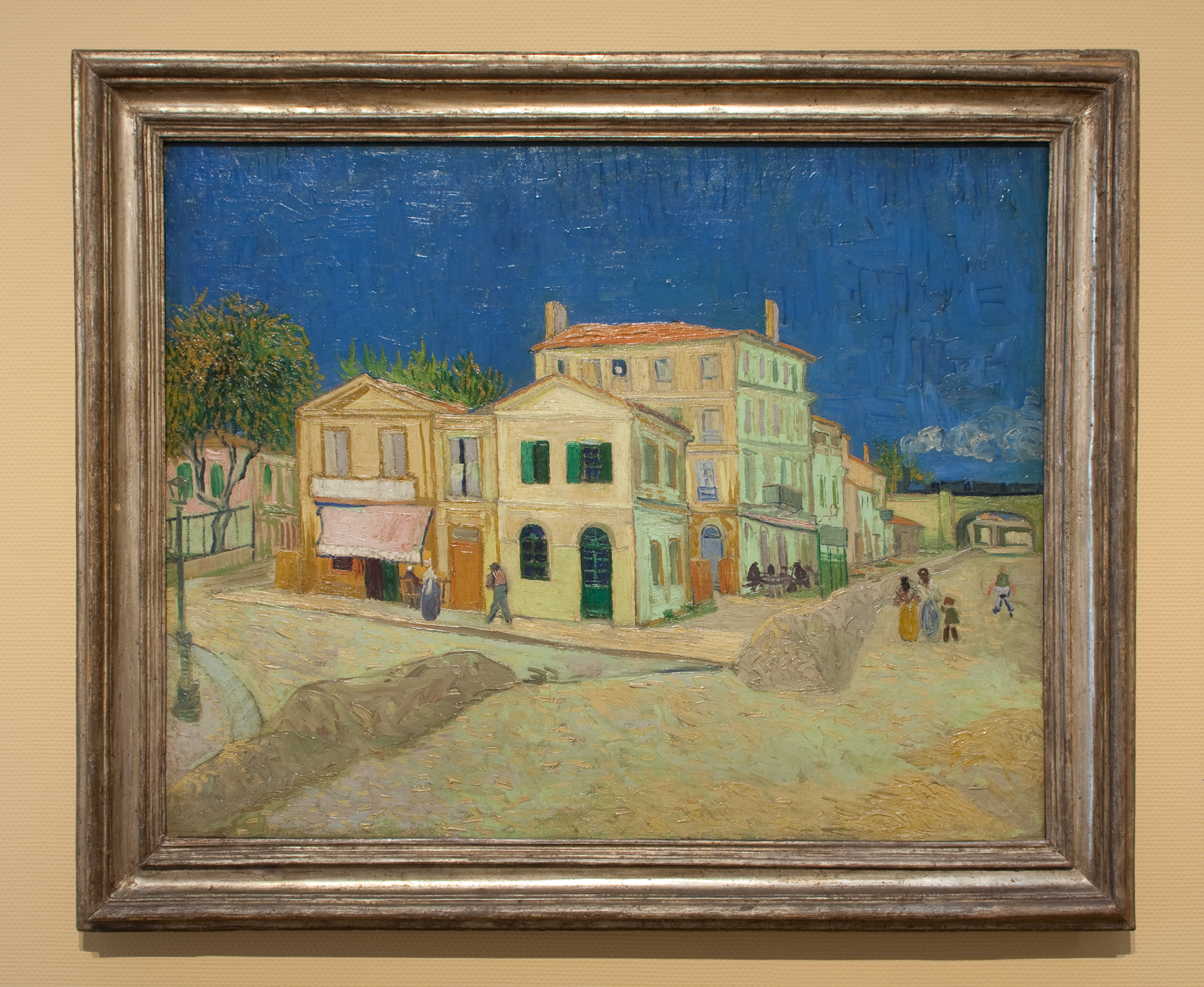
Post-Impressionismus Vincent van Gogh: Das gelbe Haus, 1888
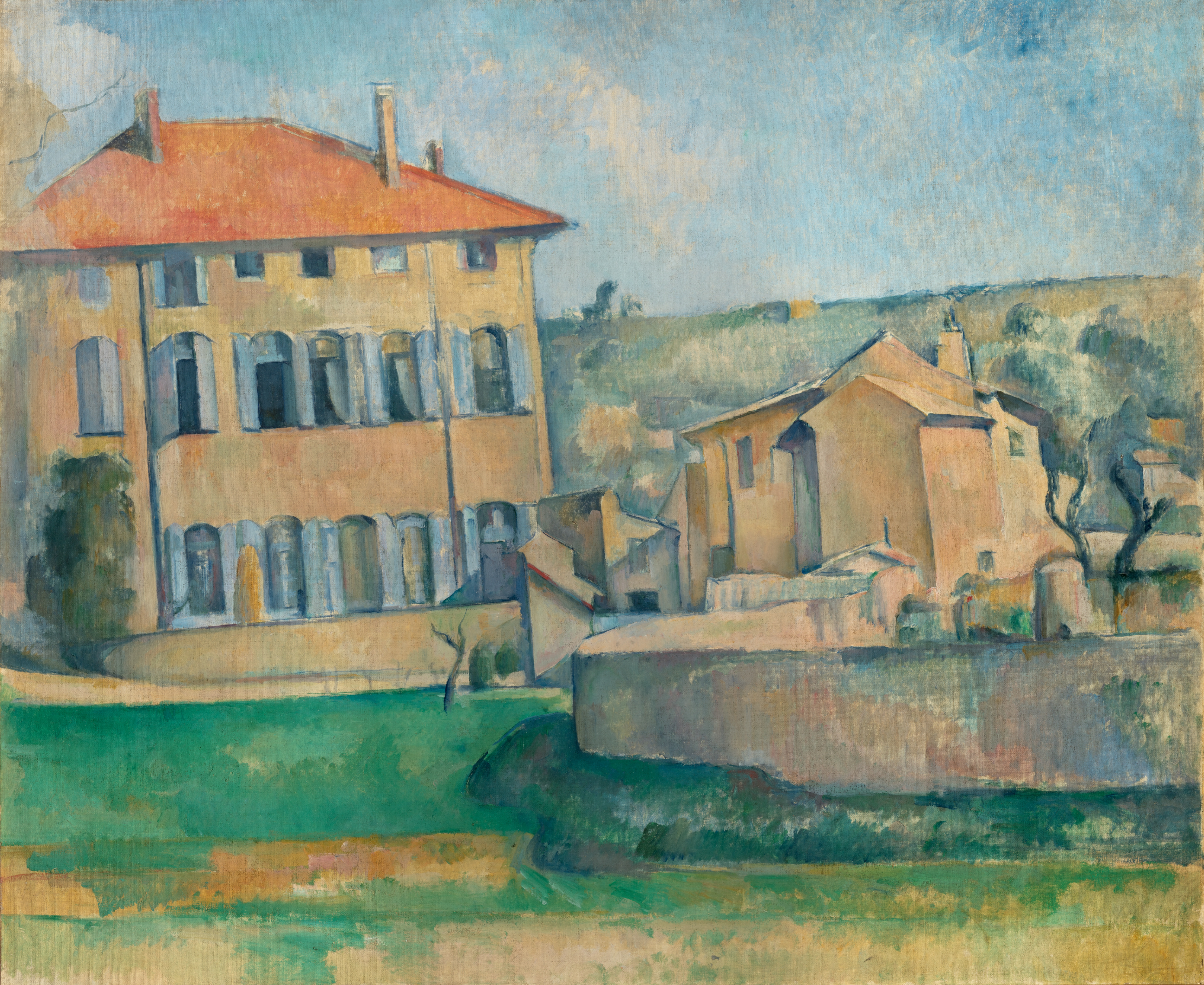
Post-Impressionismus Paul Cézanne: Jas de Bouffan, 1885–1887

Die Arbeiten der führenden Köpfe bildeten die Anhalts- und Konfrontationspunkte für die jungen Maler. In ihren Werken erkannten sie, etwa bei van Gogh und Gauguin, dass die flächige Behandlung der Farbe in den Vordergrund trat, die dem Zerfließen impressionistischer Werke entgegengestellt wurde. Bei den Divisionisten war es die Farblogik und Farblehre Chevreuls, die auf der sich im Auge des Betrachters vollziehenden additiven Farbmischung basierte, mit deren Hilfe man dem Zerfließen entgehen wollte. Signac, der Theoretiker und Fortsetzer der Bewegung, veröffentlichte in der Revue Blanche vom Mai bis Juli 1898 alle Kapitel seines aufsehenerregenden doktrinären Werkes: Von Eugène Delacroix zum Neoimpressionismus. Der beherrschende Einfluss war jedoch der Cézannes, weniger im Hinblick auf die reine Farbe, sondern als ein Beispiel für die Struktur des Bildes und die Energie seiner Durchführung.

## Entwicklung

### Moreau, der Lehrer

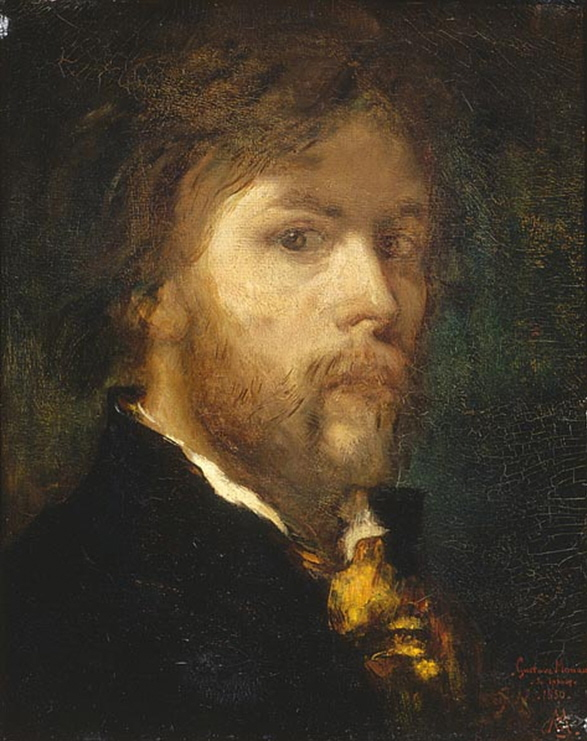
Gustave Moreau, Selbstporträt 1850

Der Lehrer, von dem einige Fauves später immer wieder mit Verehrung und Dankbarkeit sprachen, war Gustave Moreau. Moreau unterrichtete von 1891 bis 1898 an der École des Beaux-Arts. Er verbrachte ganze Morgen im Gespräch mit seinen Schülern und führte sie immer wieder in den Louvre. André Suarès schrieb: „Er hat das Verdienst gehabt, zu verstehen, was ihm entgegengesetzt war und das ihn am heftigsten hätte abstoßen müssen. Er war der sicherste Führer, der weiseste Mentor.“ Roger Marx formulierte in der Revue encyclopédique vom 25. April 1896: „Alle, die ihre Individualität entwickeln wollen, haben sich um Moreau geschart.“ Berühmtheit erlangte der Ausspruch Moreaus: „Ich bin die Brücke, über die einige von Ihnen gehen werden.“
In den von Tériade 1951 aufgezeichneten Darlegungen Matisse spricht äußerte dieser über seinen Lehrer Moreau: „Mein Lehrer, Gustave Moreau, pflegte zu sagen, dass die Manierismen eines Stils sich nach einer gewissen Zeit gegen ihn wenden, und dann müssen die Qualitäten des Bildes stark genug sein, um nicht zu versagen. Darum bin ich wachsam gegenüber allen scheinbar so außerordentlichen Techniken.“

### Matisse 1898–1905

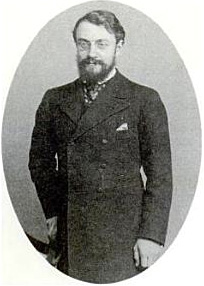
Henri Matisse, 1898

Für die Entwicklung des Fauvismus war der Werdegang von Matisse entscheidend. Er begann ab etwa 1897, sicherlich jedoch nach dem Tode Moreaus 1898, Pissarro zu besuchen. Pissarro war das moralische Gewissen und der künstlerische Führer seiner Zeit, der noch die direkte Lehre Corots empfangen, die Entwicklung Cézannes und Gauguins erlebt und die Versuche Seurats unterstützt hatte. Er war auch offen für die Anfänge von Matisse und gab ihm unvergessliche Ratschläge. Matisse begann Gemälde zu schaffen, in denen sich der Beginn des Ausbruchs der Farbe äußerte und bis 1901 steigerte.
Im Jahre 1935 äußerte Matisse in seinem Essay Über Modernismus und Tradition: „Als ich zu malen begann, standen wir zu unseren Vorgängern nicht im Widerspruch, und wir äußerten unsere Ansichten vorsichtig und allmählich. Die Impressionisten waren die anerkannten Führer, und die Nachimpressionisten gingen in ihren Fußstapfen. Ich tat das nicht.“

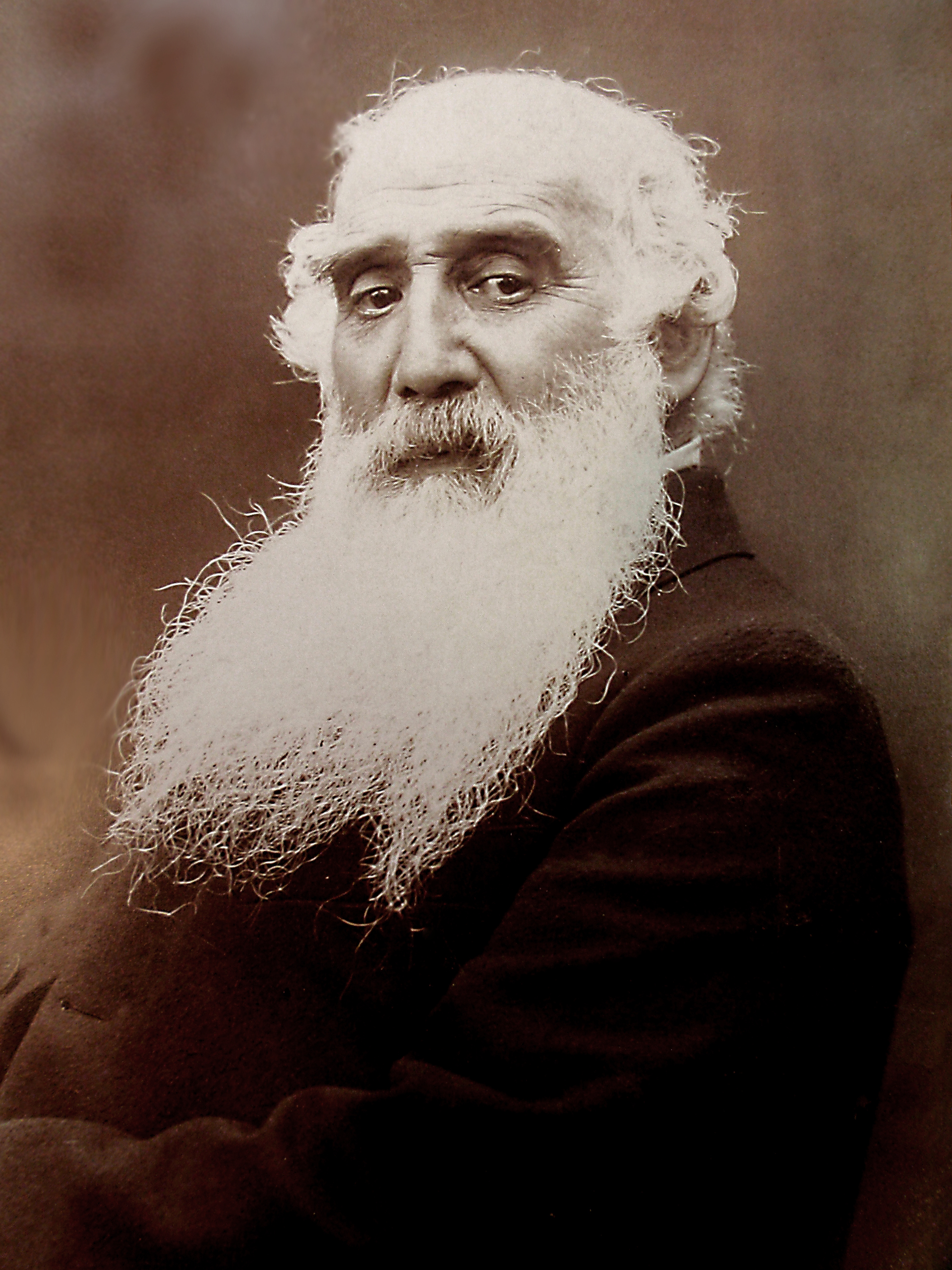
Fotografie Camille Pissarro, 1900

Der Korsika-Aufenthalt im Jahr 1898 deutet die ersten fauvistischen Schritte an. Matisse untersuchte in den Jahren 1900 bis 1903 die Struktur der Formen. Darunter verstand er zum einen die Zeichnung, die das Wesen des Objekts zum Ausdruck bringt – was er le dessin compris nennt –, und zum anderen die Zeichnung, die die Stabilität des Objektes ausdrückt – was er dessin d’aplomb nennt. Nach einer weiteren Auseinandersetzung mit dem Neoimpressionismus gelangte Matisse dazu, die Farbe von der Vormundschaft der Kontur zu erlösen und den dargestellten Raum aus Beziehungen kontrastierender Farbpläne – vereinfacht lesbar aus Farbflächen – zu konstruieren.

Henri Matisse: Vue de Saint-Tropez (1904)

Mit dem Bild Vue de Saint-Tropez (Sicht auf Saint-Tropez), ausgestellt 1904 im Salon d’Automne, leitete er den Fauvismus ein. Es entspricht den zwei oder drei Werken, die Derain Ende des Jahres 1904 und Anfang des Jahres 1905 malte. Die frühe Reife Derains, dem jüngsten der Fauves, war derart auffallend, dass Picasso ihm, ohne zu zögern, die Vaterschaft des Fauvismus zugesprochen hatte.
In seiner divisionistischen Komposition Luxe, calme et volupté (1904–1905) entdeckte Matisse den Widerspruch zwischen der „linearen, skulpturhaften Plastizität“ der Zeichnung und der „Plastizität der Farben“. Die malerische Aussage findet weniger in reinen Farben Ausdruck als in einer nicht-illusionistischen, plastischen Definition des Raumes.

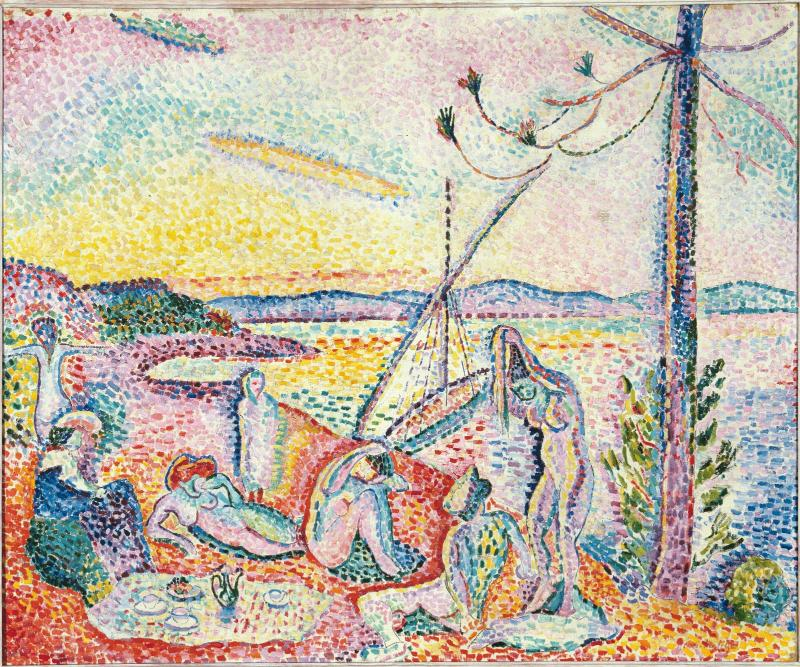
Henri Matisse: Luxe, calme et volupté (1904/05)

Die im Herbstsalon von 1904 von Matisse gezeigten Arbeiten regten den zuvor impressionistisch malenden Friesz an, sich der Bewegung anzuschließen.
Als Matisse im Jahre 1905 im Salon des Indépendants Luxe, calme et volupté ausstellte, wechselte nun auch Dufy seine Richtung. Die beiden Maler aus Le Havre, Friesz und Dufy, verzichteten nunmehr auf ihren frühen Impressionismus und folgten Matisse. Dufy äußerte hierzu: „Vor diesem Werke habe ich die Lebensberechtigung der neuen Malerei verstanden, und der impressionistische Realismus verlor seinen Reiz für mich angesichts dieses Wunders, Zeichnung und Farbe rein imaginativ zu behandeln.“

### Schule von Chatou seit 1901

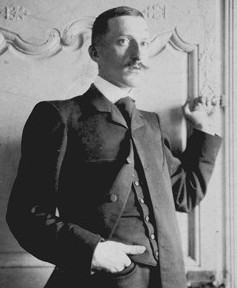
André Derain, Fotografie um 1903

Man hat Chatou das Argenteuil – der ehemalige Tummelplatz der Impressionisten – des Fauvismus genannt. In diesem kleinen Vorort hatte sich die Verbindung der drei Pioniere der Bewegung, Matisse, Derain und Vlaminck, die letzteren in Chatou ansässig, vollzogen.
Im Jahre 1901, während eines Besuchs der Gedächtnisausstellung für van Gogh in der Galerie Alexandre Bernheim (später Bernheim-Jeune), hatte Derain Matisse, den er zuvor beim Kopieren klassischer Werke im Louvre kennengelernt hatte, seinem Freund Vlaminck vorgestellt. Diese oft erwähnte historische Begegnung bezeichnet keineswegs genau die Geburt des Fauvismus, bildete aber eine seiner wichtigsten Keimzellen. Gelegentlich spricht man auch von einer Schule von Chatou. So erinnerte sich Matisse: „Aufrichtig gesagt, hat die Malerei Derains und Vlamincks mich nicht erstaunt, denn sie war meinen eigenen Versuchen ähnlich.“
In der Haltung Matisse’ und Vlamincks standen sich die beiden Pole des Fauvismus gegenüber, aus denen er einerseits seine Kraft und Geschlossenheit zog, andererseits jedoch seine heterogene Struktur behielt. Matisse vertrat den Standpunkt, dass es wichtig sei, dem Instinkt entgegenzuarbeiten. Vlaminck hingegen war bemüht, mit allen Sinnen zu malen, ohne an den Stil zu denken. Matisse übernahm das klassische Erbe und hatte nie den Einfluss anderer abgelehnt. Die Persönlichkeit des Künstlers bestätigte sich für ihn nur durch den Kampf mit den gegensätzlichen Ideen und dem redlichen Sieg über sie. Für Vlaminck dagegen war die Malerei nicht eine ästhetische Erfahrung, sondern eine Gärung der Säfte, eine „Eiterung, ein Abszeß“. Er lehnte alle Einflüsse der Vorläufer ab. So zeigt das Bild Restaurant de La Machine à Bougival von Vlaminck seine Vorlieben für die Grundtöne Gelb, Rot und Blau.
Mit Derain bildete sich, als Bindeglied zweier so gegensätzlicher Naturen, die grundlegende Dreiheit des Fauvismus. Im Herbst 1904 kehrte Derain, der seit 1901 Militärdienst zu leisten hatte, aus dem Soldatenleben zurück. Damit wurde der Austausch zwischen Matisse und der wiederhergestellten Truppe aus Chatou, die die Farbe wie „Dynamitpatronen“ verwendete, überaus lebhaft.
Die Werke Derains während dieser Schaffensperiode (1904) waren zum Teil noch unter dem Einfluss van Goghs und der Neo-Impressionisten entstanden. Jedoch zeigt Bords de rivière, Chatou (Flussufer, Chatou) bereits die Suche nach einer Synthese der Form, mit Hilfe derer nicht die Wirklichkeit abgebildet, sondern eine ihr gleichwertige Bildwelt geschaffen werden soll. In La Seine au Pecq (1904) deutete sich nun eine Malweise an, die deutlich den fauvistischen Bestrebungen zugewandt ist.

### Geburt des Fauvismus in Collioure 1905

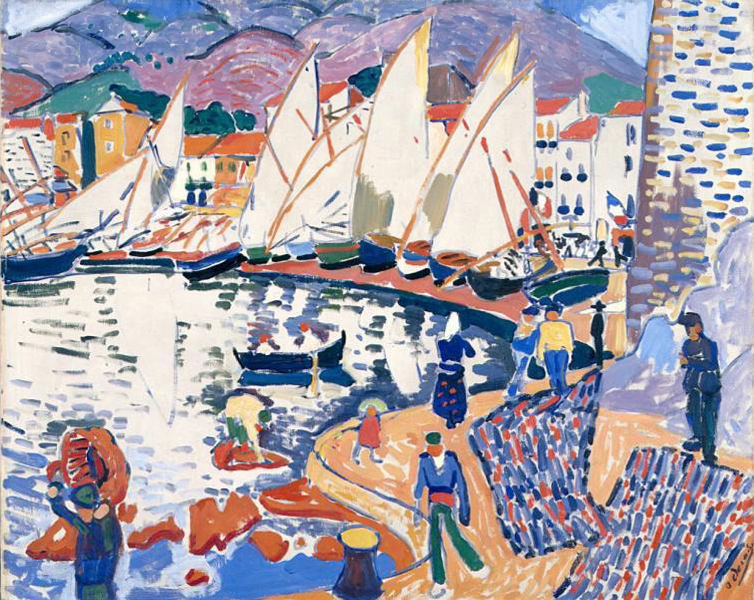
Andre Derain: Le Séchage des voiles, 1905

Matisse und Derain verbrachten den Sommer des Jahres 1905 gemeinsam in Collioure. Wenn Céret, nach dem Wort Salmons, das „Mekka des Kubismus“ war, so wurde der Fauvismus in Collioure geboren, und dort vollzog sich der Übergang vom Post-Impressionismus zu jener neuen Art, die im nächsten Herbstsalon Skandal erregen sollte.
Die ersten Arbeiten in Collioure waren noch divisionistischen Überlegungen zugewandt. In dem nahegelegenen Corneilla-de-Conflent kam es zu einer Begegnung mit dem Werk Gauguins. Die beiden Maler sahen bei Daniel de Monfried, dem treuesten Freund Gauguins, die noch unbekannten Werke aus Ozeanien. In ihnen erkannten sie eine Bestätigung ihres Wegs zur „subjektiven Farbe“ (→ Lösen der Farbgebung von der „objektiven“ Darstellung der Lokalfarbe). Im Werk Gauguins ist die flache Farbe die grundlegende Idee. Sie überwindet „die Zerstreuung der Lokalfarbe im Lichte“, indem sie dem Licht die „Übereinstimmung stark farbiger Flächen“ überordnet. In diesem Punkt betonte Matisse, dass Gauguin nicht zu den Fauves gerechnet werden kann, da in seinem Werk der Aufbau des Raumes durch die Farbe fehlt. Gauguins Rolle als Vorläufer ist einerseits erkennbar, andererseits auch die Reinigung, die seine Nachfolger erreicht hatten.
Die divisionistische Sichtweise wurde nun gänzlich in Frage gestellt, da sie in völligem Widerspruch zu dem von Matisse und Derain entwickelten Verhältnis von Künstler und Natur stand. Matisse hatte den Divisionismus später streng beurteilt und wie Pissarro die Grenzen und das Sterile einer „zu formelhaften Doktrin für den Aufbau der Farben“ gesehen. Aus seiner Sicht beruhe die divisionistische Malweise auf einfachen „Eindrücken der Netzhaut“ und bezwecke nur die „rein physische Ordnung“ der Farben. Paul Signac nahm die Absage Matisse’ an den Neoimpressionismus sehr persönlich. Auch Derain berichtete Vlaminck in einem Brief vom 28. Juli 1905 von einer neuen Konzeption des Lichts: dass er „alles ausrotten muss, was die Unterteilung der Farbtöne mit sich“ bringt, und ergänzte, „es schadet den Dingen, die ihre Harmonie aus absichtlichen Disharmonien ziehen. Es ist im Grunde eine Welt, die sich selbst zerstört, sobald man sie bis an den Rand des Absoluten vorantreibt.“

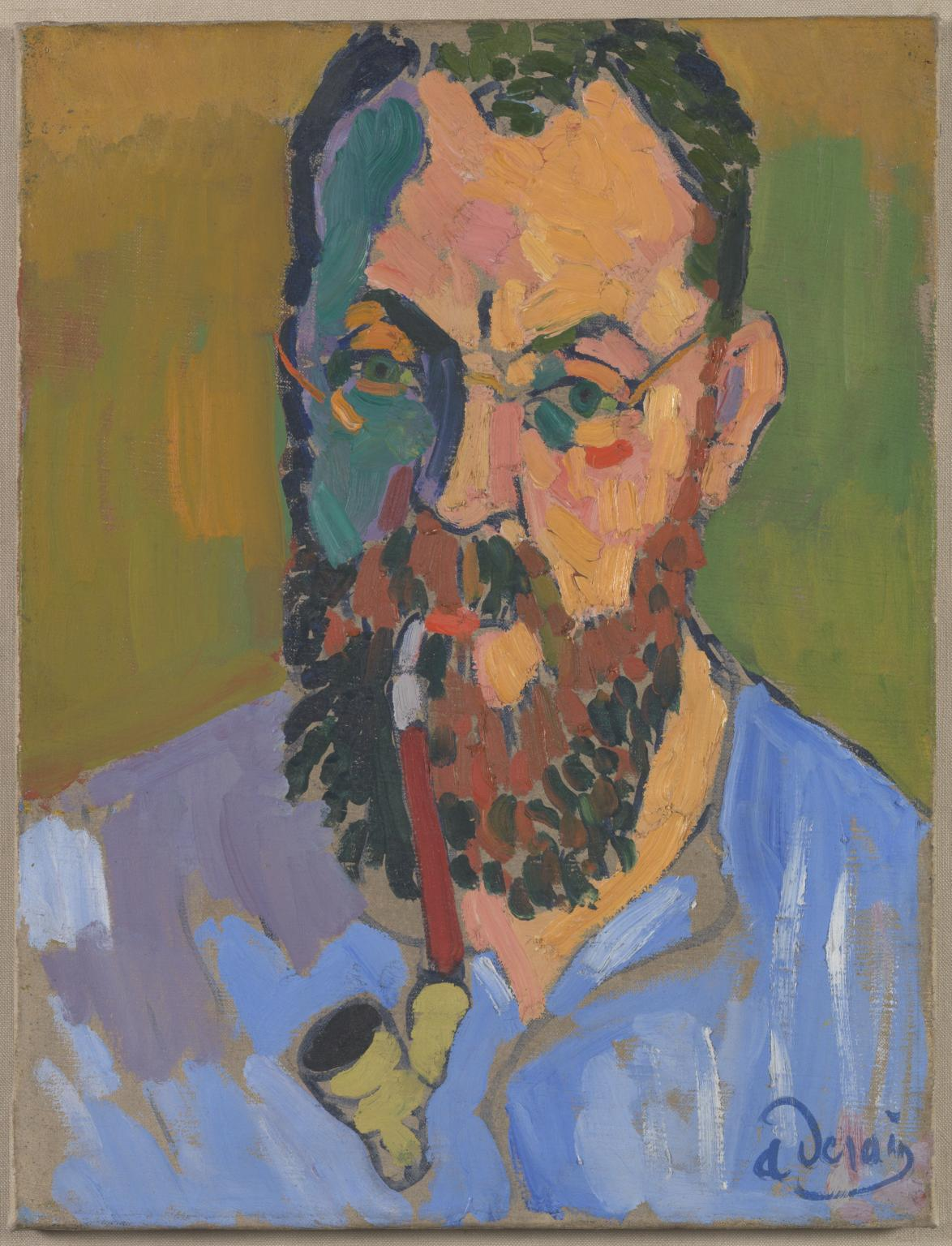
Andre Derain: Porträt von Matisse, Collioure, 1905

Die letzten Werke von Collioure zeigen von nun an den Weg zu jener Übersteigerung, die das Wesen des Fauvismus bestimmen wird. Als Übergang entstand eine neue Mischung von Divisionismus und flacher Farbe. Die Pinselschrift ist dünn und flüssig, fast aquarellartig in ihrer Leichtigkeit, so etwa in La sieste von Matisse und Bateaux de pêche à Collioure von Derain. In ihren Bildern wurde die Illusion des Raumes, der Masse und der Materie nun völlig aufgehoben. Ein weiteres Beispiel ist Matisse’ Gemälde Offenes Fenster in Collioure.
In den Werken aus Collioure verschwindet jede Spur der alten malerischen Farbperspektive, die warme Töne für den Vordergrund und kühle für die bläuliche Ferne verwendete, und die auch die Impressionisten zu überwinden trachteten. Ohne Kontur in strahlenden Farben nebeneinandergesetzt, bilden die Farben teppichartig die Oberfläche und lassen jene reine Harmonie entstehen, die Matisse einen „geistigen Raum“ genannt hatte. Hierbei wird die Bedeutung des Lichts als ein Element der Wirklichkeit, das das Objekt modelliert, reduziert. An die Stelle des Lichtraums tritt ein aus dem Gefühl des Künstlers entstandener Farbraum und an die Stelle der deskriptiven Wiedergabe der Formen setzte der Fauve das, was Maurice Denis als „Noumen der Bilder“ bezeichnete und was man heute Zeichen nennen könnte.
Nach Paris zurückgekehrt, ging Matisse an die Figur und malte in wenigen Tagen La femme au chapeau (Frau mit Hut). Es gibt nun keine Rangordnung mehr zwischen Figur und Umraum, alles ist bedeutsam und gleichwertig, wird dem Gesamtrhythmus durch eine Folge von Farbflächen eingefügt, frei nach dem Vorbild der Aquarelle Cézannes.
Heute erinnert der Chemin du Fauvisme in Collioure an die dortige Entstehung des Fauvismus: An 19 Stellen sind Reproduktionen der dort entstandenen Gemälde von Matisse und Derain angebracht.

## Höhepunkt und Ende

### Gruppe der Fauves

Raoul Dufy: 14. Juli in Le Havre, 1906

Die Gruppe der Fauves entwickelte sich aus freundschaftlichen Beziehungen. Während der fauvistischen Jahre waren sie paarweise unterwegs und tauschten sich so untereinander aus: Vlaminck und Derain in Chatou, Matisse und Marquet in Paris, Marquet und Dufy in Sainte-Adresse, Trouville und Le Havre, Friesz und Braque in Antwerpen, Dufy und Friesz in Falaize und Le Havre, Matisse und Derain in Collioure, Dufy und Braque in L’Estaque.
Was sie vor allem verband, war das leidenschaftliche Bekenntnis zur Farbe und zur Verwendung bestimmter Mittel, um sie zur Geltung zu bringen. Jeder von ihnen sagte: „Farbe“, und jeder meinte damit etwas anderes. Andererseits wiederum ist allen gemeinsam, dass sie in ihren tiefen Krisen in Cézannes Werk Hilfe suchen. Der Fauvismus verfügt nicht über dieselbe einheitliche Methode wie der programmatische Impressionismus oder der Neoimpressionismus.
Ein Vergleich der Bilder Dufys mit denen von Matisse und Derain zeigt die Gegensätzlichkeiten. Bei Dufy sind Form und Linie zunehmend unabhängig voneinander. Seine Werke stehen nicht nur im Gegensatz zu dem von Derain zur visuellen Verankerung seiner Farbfelder angestrebten Masseneffekt, sondern auch zu Matisse, der durch die Linie die Form bis zum äußersten spannt. So ist etwa Dufys Gemälde Les affiches à Trouville (Plakate in Trouville) aus dem Jahre 1906 noch näher an dem Werk Marquets orientiert. Als der Kubismus zum Vorschein trat, setzte sich Dufy zeitweilig mit dessen Bestrebungen auseinander.

Albert Marquet: Le bassin, 1905

Der „Fauvist auf Samtpfoten“ Marquet äußerte später, dass seine Anwesenheit im berühmten „Käfig“ (Saal VII) von 1905 viel eher einem Zufall als malerischen Gründen zu verdanken war. Die fünf Landschaften, die er dort ausstellte, waren unter dem grauen Himmel von Paris gemalt. Mehr als van Gogh und die Impressionisten war es Manet, der einen entscheidenden Einfluss auf ihn ausübte. Marquets Ansichten von Paris – etwa Le Pont Saint-Michel – fügen dem Fauvismus jedoch eine ganz besondere Note hinzu.
Friesz war vor allem an einer koloristischen Orchestrierung („Vielfarbigkeit“) interessiert – in La régate à Anvers (Regatta in Antwerpen) erkennbar. Er kehrte bereits 1908 wieder zu einer von der Zeichnung dominierten Malerei zurück. Friesz wandte sich später zeitweilig den Bestrebungen des Kubismus zu.
Van Dongen war mit zwei Werken – Torso und Das Hemd – im Saal VII des Herbstsalons von 1905 vertreten. Er schloss sich zwar den Fauvisten an, jedoch war sein Torso viel weniger fauvistisch als zum Beispiel die im gleichen Saal ausgestellte La femme au chapeau von Matisse. Ihre im Herbstsalon gezeigten Werke verdeutlichen unmittelbar die lebenslange Gegensätzlichkeit der beiden Maler.
Die Künstler Louis Valtat, Henri Manguin, Jean Puy und Charles Camoin wurden in den wenigen Jahren der fauvistischen Bewegung häufiger als in den folgenden Jahrzehnten genannt. Sie stehen am Rande des Fauvismus als Maler, die unter sich verwandter als mit den anderen Fauves erscheinen. In diesem Zusammenhang ist die Rolle Rouaults die eines völligen Außenseiters, der dennoch in neuerer Literatur gelegentlich zu den Fauves gerechnet wird.

### Höhepunkt 1906

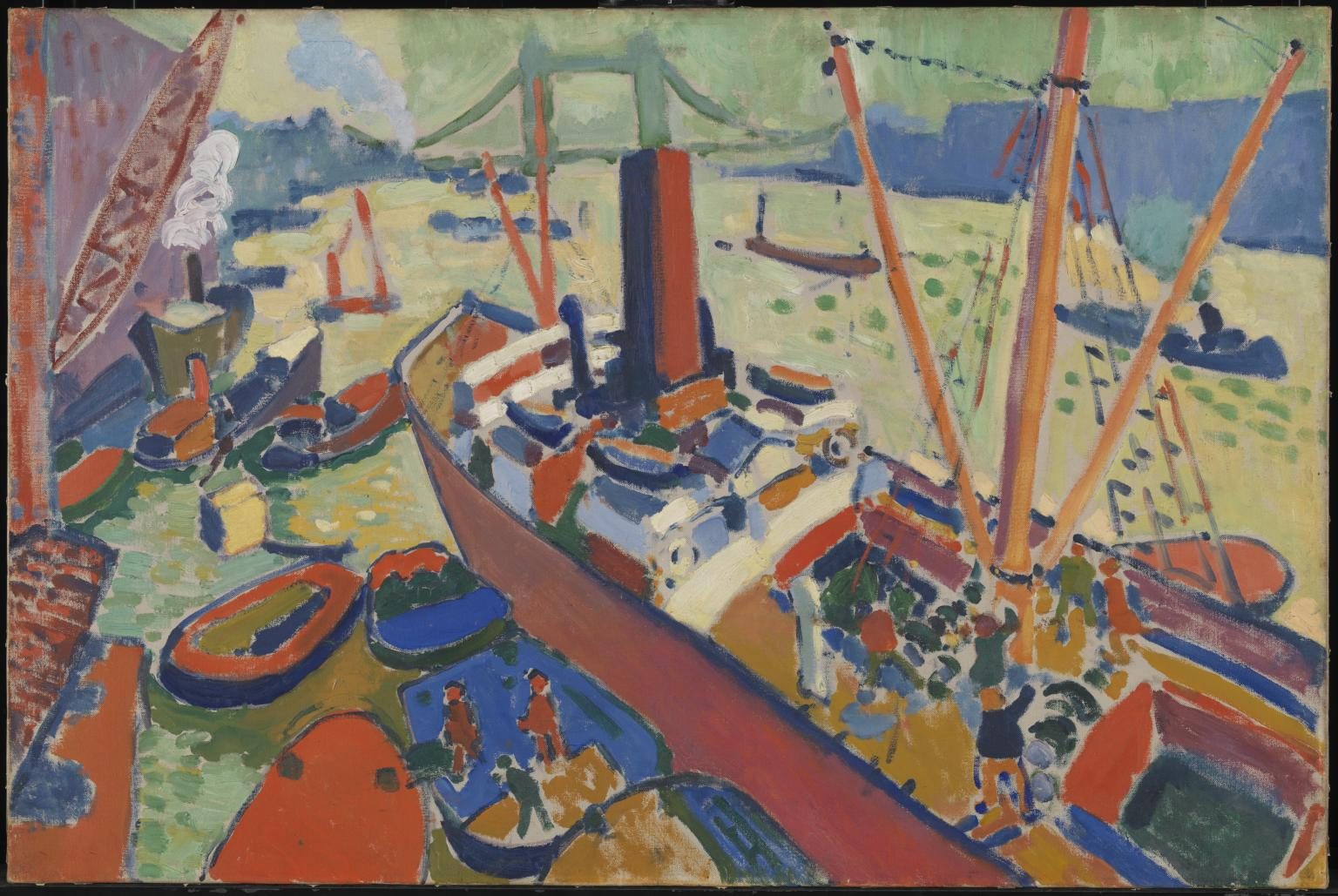
Andre Derain: Le Bassin de Londres, 1906

Das Jahr 1906 krönte den Triumph und die Verbreitung des Fauvismus durch den Anschluss Braques und seine Wirkung auf das Ausland. Der Herbstsalon von 1906 versammelte die vollständige Gruppe der Fauves in ihrer höchsten Entfaltung, in der sich ihre wesentlichen Grundsätze zeigten.
Derains Bilder aus London sind einige der geglücktesten Werke des Fauvismus. Sein Aufenthalt in der britischen Hauptstadt wurde von Vollard angeregt, der unter dem Eindruck der Arbeiten des Herbstsalons von 1905 die berühmte Reihe Monets in einem anderen Geiste erneuert sehen wollte. Es entstanden Werke in zwei deutlich unterscheidbaren Richtungen: in breitem Pinselstrich und im Nebeneinander kolorierter Massen. Die Brücke von Charing Cross ist ein Beispiel für die erste Richtung. Die Westminsterbrücke, die Derain unter allen Londoner Bildern für den Herbstsalon 1906 ausgewählt hatte, fasst das Ergebnis dieser Zeit zusammen. In diesem Bild vollzieht sich eine neuartige und meisterhafte Synthese von Lautrec und Gauguin.
Derain ist neben Matisse der führende Künstler der Fauves. Seine Bilder erweisen sich als eine Reihe von Meisterwerken, die sich den klassischen Werken des Impressionismus gleichwertig anschließen.

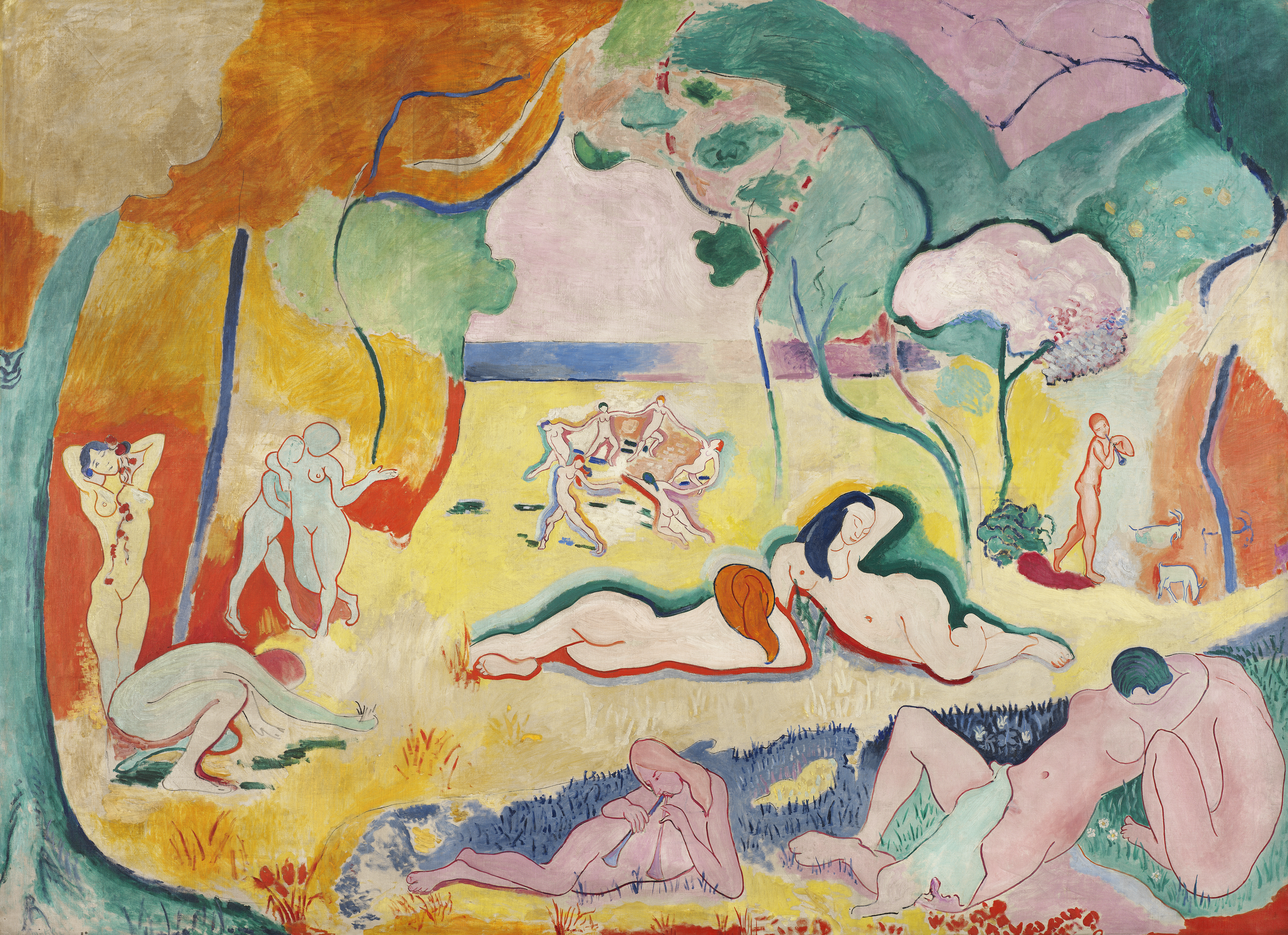
Henri Matisse: Le bonheur de vivre, 1905/1906

Das Gemälde Le bonheur de vivre (auch La joie de vivre genannt – Die Lebensfreude) von Matisse bildet, vor Picassos Gemälde Les Demoiselles d’Avignon, das erste wahrhaft monumentale Werk der Malerei des 20. Jahrhunderts. Es wurde im Frühjahr 1906 auf dem Salon des Indépendants von Gertrude und Leo Stein erworben. Matisse überwand hier die abendländische Alternative, die Linie und Farbe trennt, indem sie der ersteren eine intellektuelle, der Farbe eine erregende Rolle zuspricht und die Kunst als die Mimik entweder der äußeren oder der inneren Welt ansieht.

### Ende 1907
Ab 1907 löste sich die Einheit der Bewegung unter dem Vorstoß des von Picasso und Braque eingeleiteten Kubismus auf, an dessen Entstehung Matisse und Derain nicht unbeteiligt waren. Dass die beiden gegensätzlichen Bewegungen solidarisch sind, zeigt sich in Braque, der nacheinander und ohne Vorbehalte, fauvistisch und kubistisch gemalt hatte.
Anlässlich eines dritten Aufenthaltes Braques in L’Estaque im Sommer 1908, den auch Dufy für einige Zeit teilte, verzichtete Braque auf die fauvistische Palette. Er baute seine Landschaften – etwa Häuser in L’Estaque – und Stillleben in einer gedämpften Skala von Grau, Ocker und Grün aus facettenartigen Flächen auf, die Louis Vauxcelles dazu veranlassten, von „Kuben“ zu sprechen.
Nach dem Zerfall der Bewegung, da sich auch Derain ab 1907 dem Kubismus zuwandte, gewann Matisse große internationale Bedeutung. Sein Einfluss wurde vor allem in Deutschland und in den nordischen Ländern wirksam. So erschien 1909 in der deutschen Zeitschrift Kunst und Künstler eine Übersetzung seiner Schrift Notizen eines Malers, die im Dezember 1908 bereits in der Grand Revue veröffentlicht wurde. Diesem Aufsatz kommt für die Bewegung der Fauves nachträglich eine programmatische Bedeutung zu.
1929 sprach sich Matisse in seinen Gedanken und Aussprüchen über den Fauvismus aus: „Der Fauvismus erschütterte die Tyrannei des Divisionismus. Es läßt sich in einem allzu ordentlichen Haushalt, einem Haushalt von Tanten aus der Provinz, nicht leben. Also bricht man in die Wildnis auf, um sich einfachere Mittel zu schaffen, die den Geist nicht ersticken.“ In ähnlicher Weise äußerte sich Derain einige Jahre später: „Das große Verdienst dieser Methode war, daß sie das Bild von allen imitativen und konventionellen Kontakten befreite. Was falsch war an unserer Einstellung, war […] die Dinge von zu weit her anzugehen und zu übereilten Urteilen zu kommen. So wurde es notwendig, zu vorsichtigeren Einstellungen zurückzukehren.“

## Rezeption

### Erste Reaktionen
Vauxcelles Bezeichnung Fauves wurde vom Publikum abschätzig aufgenommen. Vauxcelles selbst stand der Bewegung jedoch nicht ablehnend gegenüber. Camille Mauclair, der Kritiker des Figaro, dagegen äußerte sich – unter Verwendung eines Zitates von John Ruskin – im Jahre 1905 deutlich abweisend: „Ein Farbkübel ist über den Kopf des Publikums ausgeschüttet worden!“ Im Journal de Rouen konnte man in einem Artikel eines gewissen Nicolle lesen: „Was man uns da zeigt, hat – die verwendeten Materialien einmal ausgenommen – mit Malerei nichts zu tun: Blau, Rot, Gelb, Grün, lauter grelle Farbkleckse, die völlig zufällig aneinandergefügt wurden – primitive und naive Spielereien eines Kindes, das sich mit dem Farbkasten vergnügt, den es geschenkt bekam.“
Die Aufnahme beim Publikum im Allgemeinen als „gemischt“ zu bezeichnen, ist jedoch zu wohlwollend. Viele Besucher regten sich auf. Es gab sogar Versuche, Matisse’ Gemälde La femme au chapeau zu zerstören.
Michel Puy, der Bruder von Jean Puy, warf den zeitgenössischen Literaten vor, dass sie die Aussage der Fauves nicht zur Kenntnis genommen hätten. Eine Ausnahme bildete André Gide, der in jener „Verrücktheit der Farben“ ein „Ergebnis bestimmter Theorien“ gesehen hatte.
Maurice Denis äußerte sich in der Zeitschrift L’Ermitage vom 15. November eher positiv, wenn auch verblüfft. Er vermutete zu Unrecht bei Matisse eine vorgefasste theoretische Haltung, erkannte jedoch dessen wesentliche Vorzüge an: „Das ist Malerei außerhalb jeder Zufälligkeit, der reine Vorgang des Malens […] Das ist wahrhaft das Suchen nach dem Absoluten.“
Élie Faure, der große französische Kunsthistoriker, schrieb im Vorwort des Ausstellungskatalogs des Salon d’Automne im Jahre 1905: „Wir müssen die Vorurteilslosigkeit und die Bereitschaft zeigen, eine völlig neue Sprache zu verstehen.“

### Kunsthistorische Einordnung

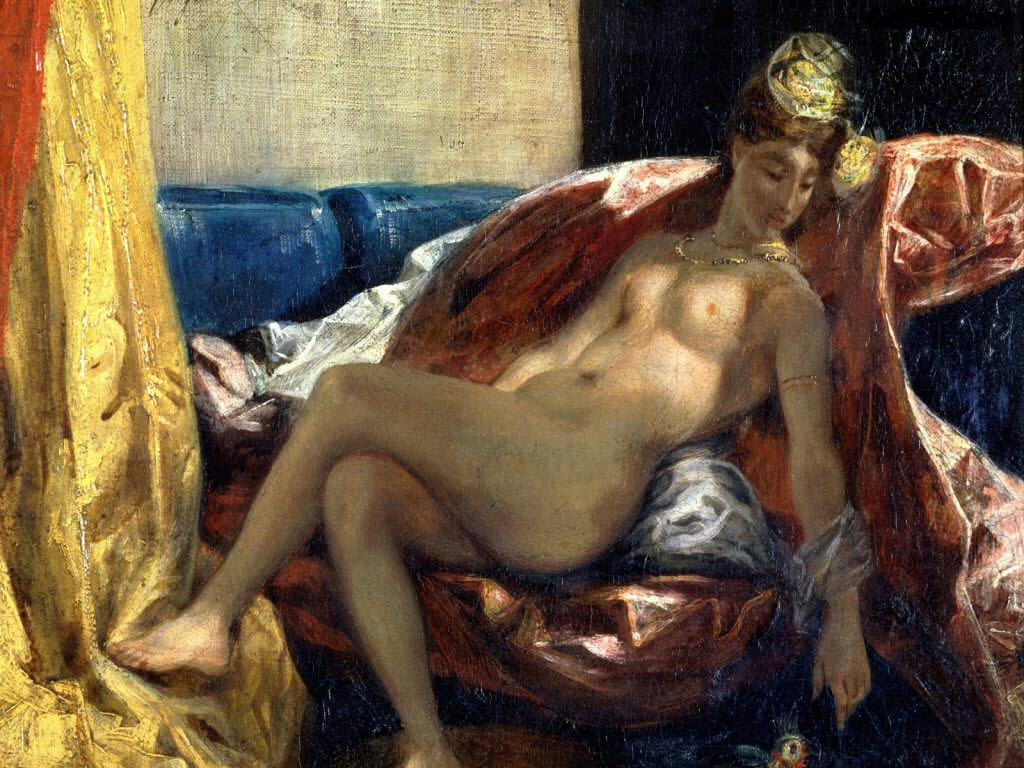
Eugène Delacroix: Frau mit einem Papagei, 1827

Die Farbe galt jahrhundertelang nur als eine Ergänzung der Zeichnung. Raffael, Mantegna und Dürer, wie fast alle Maler der Renaissance, bauten das Bild in erster Linie durch die Zeichnung auf und fügten alsdann die Lokalfarbe hinzu. Erst Delacroix besann sich wieder auf die Venezianer, etwa Tizian und Veronese. Und über die Impressionisten bis van Gogh und durch Cézanne, der den entscheidenden Impuls gab und die farbigen Massen einführte, kann man verfolgen, wie der Farbe immer mehr Beachtung geschenkt wurde.
Eine erste expressionistische, mit symbolischen und Jugendstilelementen vermischte Welle erschien bereits zwischen 1885 und 1900 als Reaktion gegen den Impressionismus und den objektiven Ordnungswillen Cézannes und Seurats. Ihre Vertreter waren van Gogh, Gauguin, Lautrec, Ensor, Munch und Hodler. Die innere Angst der Künstler befreite sich nicht nur durch eine Steigerung der Farbe, sondern auch durch expressive Formen und die Betonung spannungsgeladener Linien. Eine zweite expressionistische Welle, weit wuchtiger als die erste, zeigte sich so in Frankreich bereits durch die Beiträge Rouaults, im Frühwerk Picassos, im Schaffen des Fauvismus überhaupt und in Deutschland mit der Gründung der Dresdner Brücke.
Der Fauvismus hatte nur eine kurze Lebensdauer, jedoch hängt der Beitrag des Fauvismus auf die europäische Malerei nicht von seiner kurzen Dauer ab. Der Fauvismus hat, zum ersten Mal in der Geschichte der abendländischen Malerei, die Farbe, vor allem die ungebrochene Farbe, in den Mittelpunkt der Gestaltung gestellt. Hierdurch wurden die Möglichkeiten, aber auch die Grenzen der Farbe an sich aufgewiesen. Die stärkste farbige Wirkung wird nicht mit den buntesten Farben, sondern mit der reichsten Vision der Farbe geschaffen. Die fauvistischen Werke verdeutlichen auf diese Weise, dass Buntheit mit beseelter Farbigkeit nichts zu tun hat.
Die Fauvisten erwarteten von der Kunst nicht die Veränderung der Gesellschaft, die sie mit ihren Ungerechtigkeiten und auch ihren schönen Seiten akzeptierten. Sie glaubten auch nicht, dass die Malerei zu zerstören sei, wie die Dadaisten es forderten. Sie befanden im Gegenteil, dass die Malerei weiterentwickelt werden müsse.

### Position zum deutschen Expressionismus

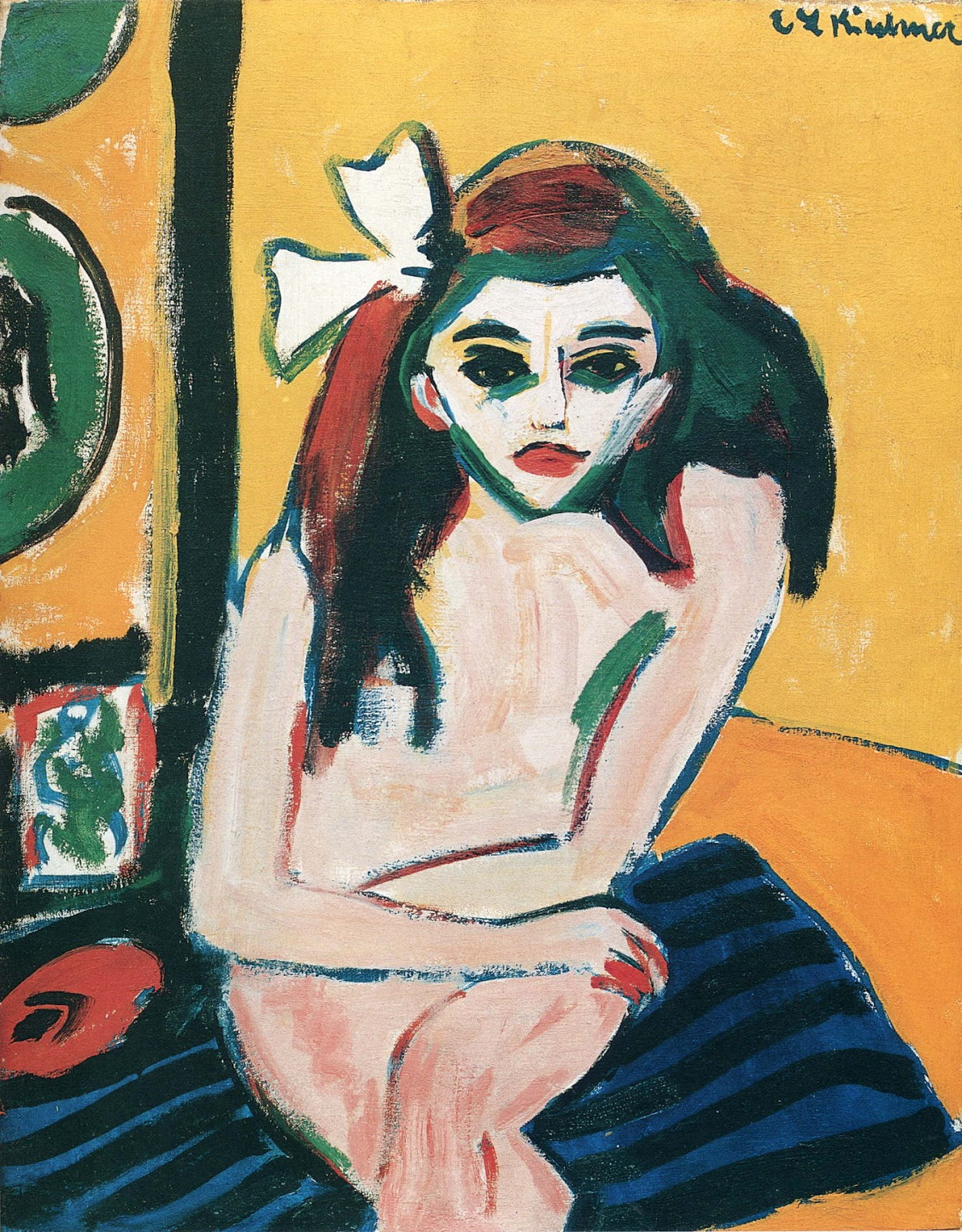
Ernst Ludwig Kirchner: Marzella, 1909

Eine neuere Tendenz der Kunstkritik innerhalb einer generellen Standortbestimmung der europäischen Malerei zwischen 1900 und 1910 ist die, den Fauvismus und die Bewegung der Dresdner Brücke mit dem Expressionismus zu assoziieren. Es gibt auch Meinungen, die jeglichen Unterschied zwischen Fauvismus und Brücke verneinen, mit der Begründung, eine solche Unterscheidung beruhe auf nationalistischen, rassistischen Überlegungen und auf Konkurrenzdenken.
In den Anfängen der Brücke traten jedoch bereits Unterschiede zum Fauvismus zutage, so in der jeweiligen Auffassung von Leben und Kunst. Die von der nordischen Kunst geprägten Maler bezogen ihre Inspiration aus den alten nordischen Themen von zwanghaften Besessenheiten, unbewussten Trieben, Träumen und Alpträumen. Sie hatten auch Kierkegaard als Quelle und dessen Auffassung von Angst, in der er nicht nur eine Grundprägung des Menschen sah, sondern die für ihn auch die ganze Natur prägte. Sie waren im Bereich der Malerei beeinflusst von den Arbeiten Munchs, die ganz im Gegensatz stehen zu der Malweise Cézannes.
Für die Fauves wirken die Farben auf die Netzhaut; als Söhne Newtons und Chevreuls interessierte sie das Sonnenspektrum. Für die Expressionisten dagegen sind Farben symbolisch und mythisch, wirken auf die Seele. Sie sind zu bewerten vor dem Hintergrund von Goethes Auffassungen von der Farbenlehre und der Metaphysik. So fand der deutsche Expressionismus gerade in Zeiten gesellschaftlicher Krisen und geistiger Ratlosigkeit besondere Beachtung. Im Expressionismus wirkt die Farbgebung ungezügelt und ungebändigt, der Fauvismus hingegen stand unter der Herrschaft der Farbe.

### Nachwirkungen und Einflüsse

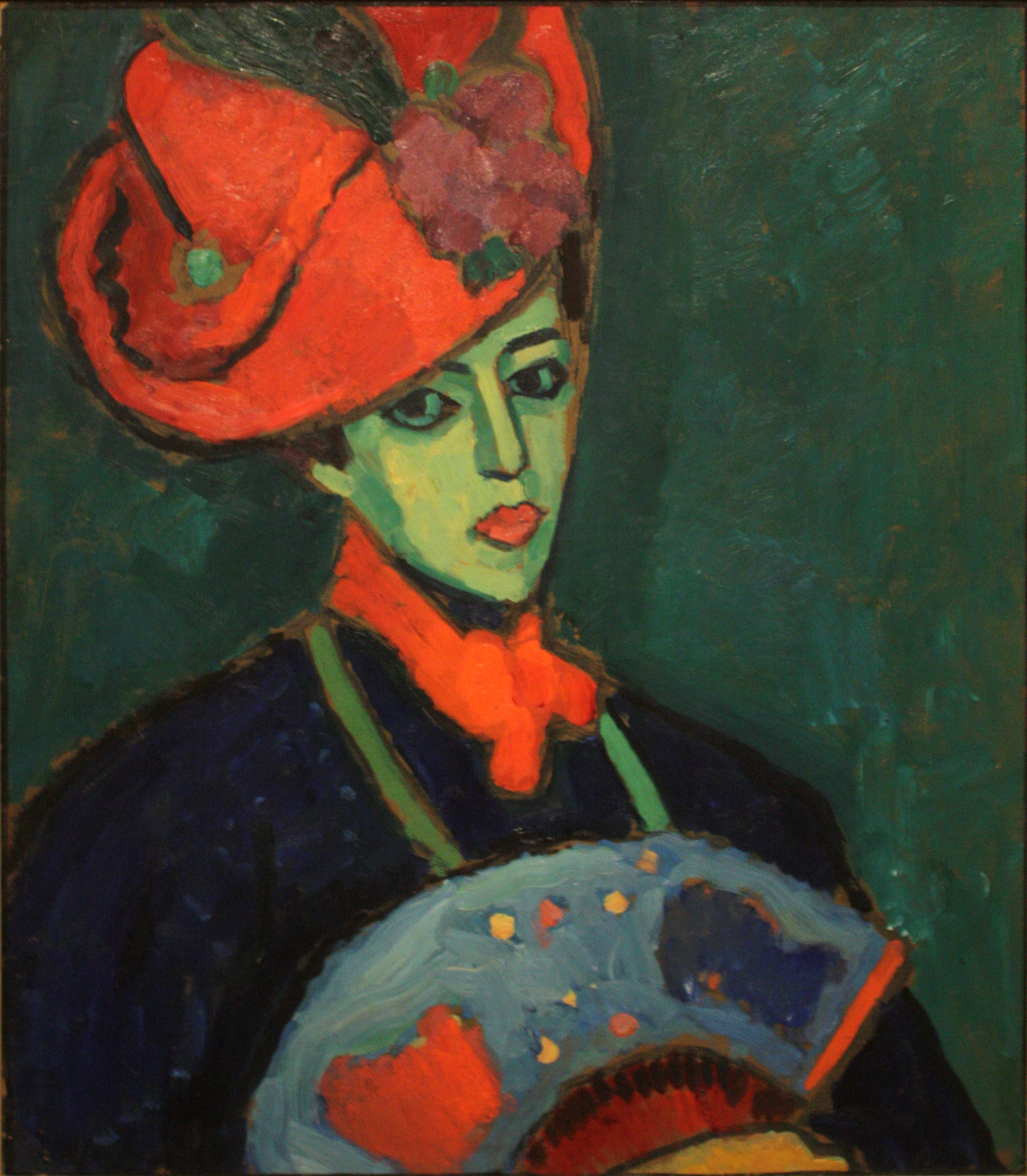
Alexej von Jawlensky: Schokko mit rotem Hut, 1909

In Frankreich wurde der Fauvismus um 1907 vom Kubismus abgelöst. In Deutschland waren es die expressionistischen Maler, vor allem die Mitglieder des Blauen Reiters, die von den Fauves angeregt wurden. Wassily Kandinsky und Alexej von Jawlensky waren im historischen Herbstsalon von 1905 reich vertreten, jedoch nicht im „Käfig der Wilden“, sondern in der von Diaghilew organisierten russischen Sektion. Unter dem Einfluss Matisse’ stand die fauvistische Phase Kandinskys und Jawlenskys. So sind in Kandinskys Arbeiten Perioden zu beobachten, in denen sich mit einiger Verspätung Entwicklungsphasen des Fauvismus wiederholen. 1909 gründeten Marianne von Werefkin, Alexej von Jawlensky, Adolf Erbslöh und Oscar Wittenstein die „Neue Künstlervereinigung München“ (N.K.V.M.). Wassily Kandinsky und Gabriele Münter traten der Gruppe kurze Zeit später bei. Matisse besuchte München 1908 und 1910.
Matisse hatte im Winter 1908/09 in Berlin bei Cassirer ausgestellt und war zwischen 1908 und 1910 dreimal in Deutschland. Gefördert durch das Beispiel Matisse’ und des Fauvismus festigte sich der Stil der Dresdner Brücke.
Das Werk von Matisse stellte das Gegengewicht zum sich entfaltenden Kubismus dar, dessen Gegenpol er bildete. 1908 gründete Matisse eine private Schule, die Académie Matisse. Dort unterrichtete er von Januar 1908 bis 1911 und hatte schließlich 100 Schüler aus dem In- und Ausland.
1909 wurde van Dongen Mitglied der Dresdner Künstlergruppe Brücke. Max Pechstein hatte van Dongen um die Jahreswende 1907/1908 in Paris getroffen und ihn dazu ermuntert, seine fauvistischen Werke innerhalb einer Ausstellung der Brücke-Maler 1908 in Dresden zu präsentieren.
Die Kunst der Fauves wirkte sich auch auf die Maler der russischen Avantgarde wie Kasimir Malewitsch und Natalia Gontscharowa aus. Sie beeinflussten ebenfalls einige niederländische Künstler, womöglich auch den italienischen Futuristen Umberto Boccioni. Für Maler wie Pierre Bonnard, Fernand Léger, Robert Delaunay, František Kupka und Roger de La Fresnaye wurde die Farbe zum wichtigsten bildnerischen Ausdrucksmittel.
Der Fauvismus wird gelegentlich auch als ein Wegbereiter der abstrakten Malerei angesehen. Die Fauves vollzogen aber den hierfür letzten Schritt, auf den Bezug zum Objekt völlig zu verzichten, nicht – da auf diese Weise, wie Matisse und auch Derain betonten, die Abstraktion nur imitiert werde.
Unter dem Einfluss des Französischen Kulturinstituts in Innsbruck, das mit Ausstellungen französischer Künstler und Stipendien für Frankreichaufenthalte den kulturellen Austausch förderte, gelangte der Fauvismus nach 1945 nach Tirol, wo er eine große Nachwirkung in der Malerei entfaltete. Künstler wie Fritz Berger, Gerhild Diesner, Walter Honeder, Emmerich Kerle oder Hilde Nöbl nahmen in ihrem Schaffen deutliche Anleihen bei den Fauvisten.

## Abbildungen
1. ↑  Maurice de Vlaminck: Restaurant de La Machine à Bougival, 1905, Öl auf Leinwand, 60 cm × 81 cm, Musée d’Orsay, Paris
2. ↑  André Derain: Bords de rivière, Chatou, 1904, Öl auf Leinwand, 74 cm × 123,8 cm, Museum of Modern Art, Sammlung Mr. and Mrs. William S. Paley, New York
3. ↑  Henri Matisse: La sieste (Memento des Originals vom 8. Dezember 2015 im Internet Archive)  Info: Der Archivlink wurde automatisch eingesetzt und noch nicht geprüft. Bitte prüfe Original- und Archivlink gemäß Anleitung und entferne dann diesen Hinweis., 1905, Öl auf Leinwand, 59 cm × 72 cm, Privatsammlung, Zürich
4. ↑  Albert Marquet: Le Pont Saint-Michel, 1908, Öl auf Leinwand, 65 cm × 81 cm, Musée de Peinture et de Sculpture, Grenoble
5. ↑  Othon Friesz: La régate à Anvers, 1906, Öl auf Leinwand
6. ↑  Kees van Dongen: Torso, 1905, Öl auf Leinwand, 92 cm × 81 cm, Privatsammlung.
7. ↑  André Derain:  Charing Cross Bridge (Memento vom 22. Januar 2015 im Internet Archive), 1906, Öl auf Leinwand, 80,3 cm × 108,3 cm, National Gallery of Art, Sammlung Mrs. John H. Whitney, Washington